# Imigração portuguesa no Brasil
Imigração portuguesa ao Brasil, ou emigração portuguesa para o Brasil, é o movimento migratório de portugueses para o Brasil. Os portugueses são um dos principais grupos populacionais constitutivos do povo brasileiro, juntamente com a população ameríndia original e africanos trazidos ao país para escravidão. A chegada dos primeiros portugueses ocorreu após a colonização do Brasil, mas o fluxo migratório principal é posterior: ganhou intensidade após a descoberta de ouro em Minas Gerais, entre 1701 e 1850, e alcançou o auge entre 1851 e 1960, durante o período de incentivo à migração europeia ao Brasil, quando 17,5 mil portugueses por ano fixaram residência no país.61 Os mais de três séculos de colonização, juntamente com a imigração pós-independência, marcaram a história e a herança cultural e étnica brasileira. Grande parcela da população brasileira tem, hoje, alguma ancestralidade portuguesa, mesmo quando remota.
A população portuguesa no Brasil está há várias décadas em franco decréscimo. Em 1929, 655 706 portugueses viviam no Brasil. No ano 2000, o número de residentes portugueses era de 213 203, em 2010 de 137 973 e em 2022 de 104 345. Trata-se de uma comunidade envelhecida, na qual a chegada de novos imigrantes não é suficiente para compensar o número de mortos e regressados. Nas últimas décadas, tem havido uma inversão do fluxo migratório entre os dois países. Em 2023, o número de brasileiros residentes em Portugal (513 000) já era muito superior ao de portugueses no Brasil.
A ligação dos imigrantes portugueses e descendentes com Portugal é mantida através das inúmeras "associações portuguesas no Brasil", ou outras instituições como os "gabinetes portugueses de leitura" (o carioca, o recifense e o soteropolitano) e o Liceu Literário Português no Rio de Janeiro. Organizações como o Real Hospital Português no Recife, a Sociedade Portuguesa de Beneficência do Rio de Janeiro, o Club de Regatas Vasco da Gama, também no Rio de Janeiro, e a Associação Atlética Portuguesa em Santos mantiveram a comunidade portuguesa unida e contribuíram para a sociedade brasileira.

## Os números
Os estudos sobre imigração no Brasil quase sempre privilegiam o período após 1850. Ainda há poucos estudos sobre a imigração portuguesa anterior a essa data.  No tocante à chegada de portugueses durante o Brasil colonial (1500-1822), existem apenas estimativas, mas quase todas calculam que entre 500 mil e 700 mil portugueses vieram para a sua então colônia.
Segundo dados dos historiadores James Horn e Philip D. Morgan, entre 1500 e 1820, vieram para o Brasil 605 000 portugueses, fazendo com que Portugal tenha sido o segundo país que mais enviou emigrantes para as Américas durante esse período, atrás somente da Grã-Bretanha, com 1 257 000  emigrantes, e a frente da Espanha, com 420 000. Salienta-se que virtualmente todos esses emigrantes portugueses vieram para o Brasil, diferentemente dos britânicos e espanhóis, que se espalharam por dezenas de colônias. Os dados encontram-se na tabela abaixo:
| Grã-Bretanha  | 1.257.000 |
| Portugal      | 605.000   |
| Espanha       | 420.000   |
| Alemanha      | 148.000   |
| França        | 120.000   |
| Países Baixos | 25.000    |
| Outros        | 5.000     |
| Total         | 2.580.000 |

Por sua vez, o IBGE calculou que 700 mil portugueses vieram para o Brasil entre 1500 e 1760, dos quais 100 mil chegaram nos dois primeiros séculos e 600 mil entre 1701 e 1760. O historiador José Moya calculou que 700 mil portugueses migraram para a colônia brasileira e que 900 mil espanhóis foram para a América Espanhola na mesma época. O antropólogo Darcy Ribeiro calculou em 500 mil os portugueses chegados durante o período colonial.
Apenas a partir da década de 1870 é que se tem acesso a números mais precisos sobre a imigração portuguesa no Brasil. No primeiro censo realizado no Brasil, de 1872, foram contabilizados 121 216 portugueses, dos quais 100 238 eram homens (83%) e 20 978 eram mulheres (17%). De 1877 a 1903, entraram no Brasil 389 580 portugueses. A imigração alcançou seu auge nas três décadas seguintes: entre 1904 e 1930, entraram 792 227 portugueses. Analisando o período entre 1820 e 1963, os portugueses foram a nacionalidade que mais imigrou para o Brasil, com 1 767 334 imigrantes entrados, a frente dos italianos, com 1 624 725.
| Portugueses | 1 767 334 |
| Italianos   | 1 624 725 |
| Espanhóis   | 712 957   |
| Alemães     | 256 566   |
| Japoneses   | 242 171   |
| Outros      | 923 544   |
| Total       | 5 527 354 |

O censo de 1920 contabilizou a presença de 433 577 portugueses no Brasil, sendo que 291 198 eram homens (67%) e 142 379 eram mulheres (33%). Essa população ainda incorporou mais 318 481 portugueses que entraram na década de 1920. Assim, a população portuguesa no Brasil alcançou seu auge em 1929. Nesse ano, viviam no Brasil 655 706 portugueses, concentrados nos estados do Rio de Janeiro e de São Paulo, mas com presença importante também em Minas Gerais e no Pará.
O censo de 1940 contabilizou 358 174 portugueses no Brasil. Em 1970, a comunidade cresceu novamente e tinha 437 983 pessoas. A partir de então, foi declinando progressivamente: 263 610 pessoas em 1991, 213 203 em 2000 e 137 973 em 2010. A queda no número de residentes portugueses no Brasil é explicada pela faixa etária dessa população. O Brasil foi o principal destino da emigração de portugueses até a década de 1960, quando então foi substituído pela França e outros países da Europa. Com a diminuição da chegada de novos imigrantes, a comunidade foi envelhecendo. Segundo pesquisa de 2001, a comunidade portuguesa no Brasil era a mais envelhecida do mundo, uma vez que mais da metade dos imigrantes havia chegado ao Brasil entre 1950 e 1960. Em 2001, 46,9% dos portugueses no Brasil tinham mais de 65 anos de idade e 60,2% eram inativos ou aposentados. Em 2010, 60% dos  137 973 portugueses residentes no Brasil tinham mais de 65 anos idade e 33,4% tinham entre 40 e 64 anos de idade.
O Censo demográfico do Brasil de 2022 registrou nova queda do número de residentes portugueses, totalizando 104 345 portugueses no Brasil. O censo também revelou que os portugueses, que durante várias décadas foram a nacionalidade mais numerosa no Brasil, caíram para o segundo lugar, sendo ultrapassados pelos venezuelanos, com 271 514 pessoas.
Segundo dados publicados pelo IBGE, em quase cinco séculos, entre 1500 e 1991, emigraram para o Brasil 2 256 798 portugueses, conforme tabela a seguir:
| Imigração portuguesa para o Brasil (1500-1991) Fonte: Instituto Brasileiro de Geografia e Estatística (IBGE) |                      |
| Décadas | Número de imigrantes |
| 1500-1700 | 100 000              |
| 1701-1760 | 600 000              |
| 1808-1817 | 24 000               |
| 1827-1829 | 2 004                |
| 1837-1841 | 629                  |
| 1856-1857 | 16 108               |
| 1881-1900 | 316 204              |
| 1901-1930 | 754 147              |
| 1931-1950 | 148 699              |
| 1951-1960 | 235 635              |
| 1961-1967 | 54 767               |
| 1981-1991 | 4 605                |
| TOTAL | 2 256 798            |

## Histórico
“Portugal não tem outra região mais fértil, mais próxima, nem mais frequentada, bem como não encontram seus vassalos melhor e mais seguro refúgio do que no Brasil. O português atingido por qualquer infortúnio para lá emigra”

— Gaspar Dias. Séc. XVIII
Seguido ao descobrimento do Brasil, em 1500, começaram a aportar na região os primeiros colonos portugueses. Porém, foi só no século XVII que a emigração para o Brasil se tornou significativa. Acompanhando a decadência do comércio na Ásia, as atenções da Coroa Portuguesa se voltaram para o Brasil. No século XVIII, com o desenvolvimento da mineração na economia colonial, chegaram à colônia centenas de milhares de colonos. Após a independência, na primeira metade do século XIX, a emigração portuguesa ficou estagnada. Cresceu na segunda metade do século, alcançando seu ápice na primeira metade do século XX, quando chegavam ao Brasil, anualmente, 25 mil portugueses.

### Imigração restrita (1500-1700)

#### Antecedentes
A emigração portuguesa foi um fenômeno que se intensificou com a expansão ultramarina que Portugal iniciou ainda no século XV. O processo migratório se alargou com a tomada de Ceuta, em 1415. Com a apropriação de novos territórios por parte do reino português, os lusitanos rumaram para a África e para a Ásia, depois para as Américas e para Castela (Espanha). No primeiro quartel do século XVI, a corrente migratória lusa dirigia-se para as ilhas atlânticas e praças do Norte da África, entre os séculos XV e XVI se expande para praças e fortalezas da costa ocidental africana e chega ao Índico. Depois do primeiro quartel do século XVI dirigiu-se cada vez mais para o Brasil e às costas atlânticas.
O fluxo migratório português assumiu diversas facetas: simples ocupações militares, povoamento de ilhas desertas, passando por diferentes tipos de colonização e pelo surgimento de núcleos populacionais portugueses em regiões já habitadas.
A descoberta do arquipélago da Madeira, na primeira metade do século XV, aumentou o fluxo migratório. A isso foi seguida a ocupação do arquipélago dos Açores, de Cabo Verde e de São Tomé, bem como a estratégia defensiva das praças, fortalezas e entrepostos comerciais na costa africana. Porém, a saída de pessoas do Reino só se avolumou após a viagem de Vasco da Gama e a descoberta do Brasil. Antes disso, estima-se que saíam de Portugal para outras partes 500 pessoas anualmente, número bastante reduzido, que não afetava o crescimento populacional português. Portanto, para o século XV, não mais que 50 mil portugueses saíram do país, sendo que Portugal tinha uma população de cerca de 1,2 milhão de pessoas.
No século XVI, o fenômeno migratório se tornou mais relevante. Entre o ano de 1500 e a União Ibérica, a média anual de saídas cresceu para 3,5 mil indivíduos, um total de 280 mil partidas, subindo para 5 500 saídas anuais no período filipino, entre 300 e 360 mil emigrados.
No Norte da África, até 1470, a população portuguesa não passava de algumas centenas de indivíduos. Por outro lado, em 1540 já havia na região 5 mil soldados e 25 mil residentes civis portugueses. Depois, o número foi decrescendo. Com a descoberta das ilhas atlânticas, cada vez mais lusos para elas se deslocaram. A colonização da Madeira, iniciada por volta de 1425, atraiu colonos: trinta anos após o início, havia 3 mil pessoas no arquipélago. Em 1550, a população da Madeira já rondava a casa de 200 mil pessoas, dos quais 3 mil eram escravos. Nas décadas de 60 e 70 do século XV Portugal viu-se obrigado a incentivar a ida de colonos para os Açores, que apresentava dificuldades de ocupação. Embora os primeiros colonos fossem em grande medida flamengos e bretões, as ilhas registraram um crescimento populacional geral no século XVI com a chegada de colonos portugueses. Por outro lado, as ilhas de Cabo Verde e São Tomé, apesar de serem destinos de portugueses, contavam com maioria da população composta por negros escravos.
No Oriente, os riscos da viagem e as dificuldades de estadia coibiam a imigração. De qualquer maneira, em 1513, Afonso de Albuquerque estimou em 2 500 o número de portugueses na Ásia, 4 mil três anos depois, atingindo 6 ou 7 mil em 1540. Na década de 1570 já seriam 16 mil. Goa constitui o maior povoado português, com 5 mil indivíduos.
A partir do século XVI, com a descoberta do Brasil, o fluxo migratório português cada vez mais se voltou para a colônia sul-americana. A emigração, porém, não atingiu valores alarmantes até a segunda metade do século XVII, quando cresceu ao ponto de forçar o governo português a tomar medidas que visavam restringir as saídas de pessoas de Portugal.
Durante a expansão ultramarina, os portugueses desenvolveram dois modelos distintos de colonização: um baseado no povoamento e outro no estabelecimento de feitorias. O primeiro foi usado nas ilhas atlânticas que, despovoadas, foram consideradas juridicamente extensão do reino continental, sendo colonizadas por imigrantes portugueses que nelas se estabeleceram e desenvolveram produções econômicas. O segundo modelo de colonização, por outro lado, foi usado nas costas da Ásia e da África. Ali, os portugueses encontraram um ambiente ecológico pouco atrativo e populações nativas demasiadamente densas para serem submetidas com facilidade. Portanto, se limitaram a estabelecer feitorias ou postos comerciais fortificados no litoral, que serviam como base para a troca comercial com os nativos.
O Brasil tinha uma imagem mais ambígua, uma vez que, do ponto de vista geográfico, se assemelhava às ilhas atlânticas, porém, assim como a África e a Ásia, possuía uma população nativa. Dessa forma, nos primeiros trinta anos de colonização, os portugueses desenvolveram no Brasil o "sistema africano", com o estabelecimento de feitorias no litoral para a retirada do pau-brasil. Todavia, com o estabelecimento das capitanias hereditárias, o sistema usado nas ilhas do Atlântico passou a ser adotado no Brasil, por meio da ocupação de fato do território.

#### No Brasil

##### A sociedade açucareira

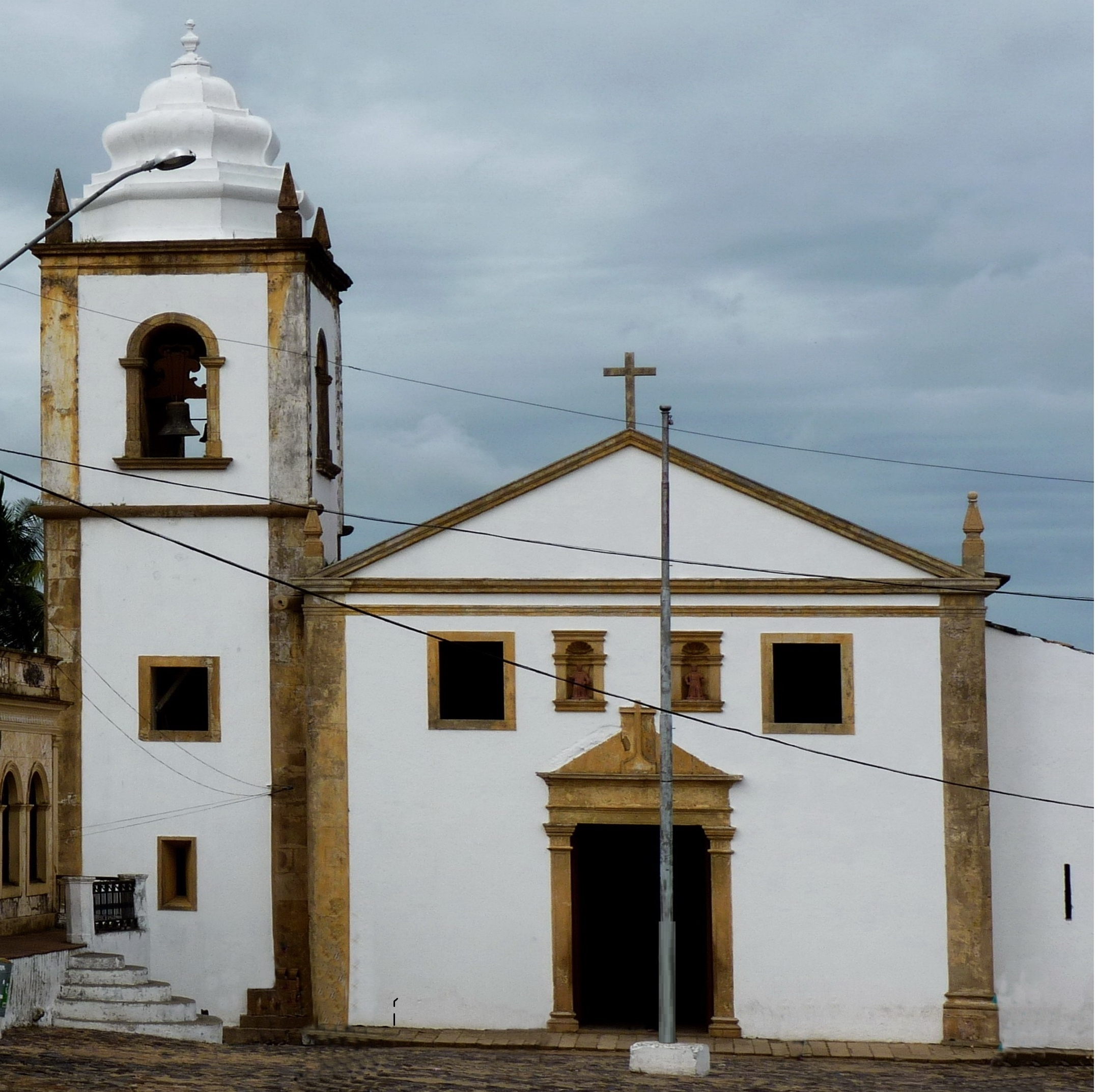
A Igreja dos Santos Cosme e Damião em Igarassu (Pernambuco), mais antiga igreja do Brasil de acordo com o IPHAN, é um exemplar do estilo chão português.

O Brasil foi descoberto pelos portugueses em 22 de abril de 1500. Logo após o fato, os colonos passaram a se estabelecer na colônia, porém, de forma pouco significativa. De início, aqui foram deixados degredados (pessoas tidas como indesejáveis em Portugal, que tinham como pena o degredo no Brasil). Esses primeiros colonos foram abandonados à própria sorte e acabaram sendo acolhidos pelos grupos indígenas que viviam no litoral. Os degredados chegaram a compor de 10 a 20% da população de Pernambuco e Bahia (áreas mais ricas). Em contrapartida, nas regiões periféricas, como o Maranhão, os degredados eram entre 80 e 90% da população portuguesa.pg.68
Durante os séculos XVI e XVII, a imigração de portugueses para o Brasil foi menos numerosa. A Coroa Portuguesa preferia investir na sua expansão comercial no continente asiático e pouco valorizava as suas possessões nas Américas. Porém, durante o século XVI, piratas franceses e de outras nacionalidades começaram a rondar o território brasileiro e a fazer tráfico de pau-brasil dentro das terras lusitanas. Essa situação obrigou a Coroa Portuguesa a começar efetivamente a colonização do Brasil. Os primeiros colonos portugueses começaram a chegar ao Brasil em maior número após 1530. A colônia foi dividida em capitanias hereditárias e as terras foram divididas entre nobres lusitanos. Para promover a colonização desses grandes lotes de terra, a Coroa Portuguesa passou a incentivar a ida de colonos para o Brasil, que recebiam sesmarias e tinham um prazo de tempo para desenvolver a produção.

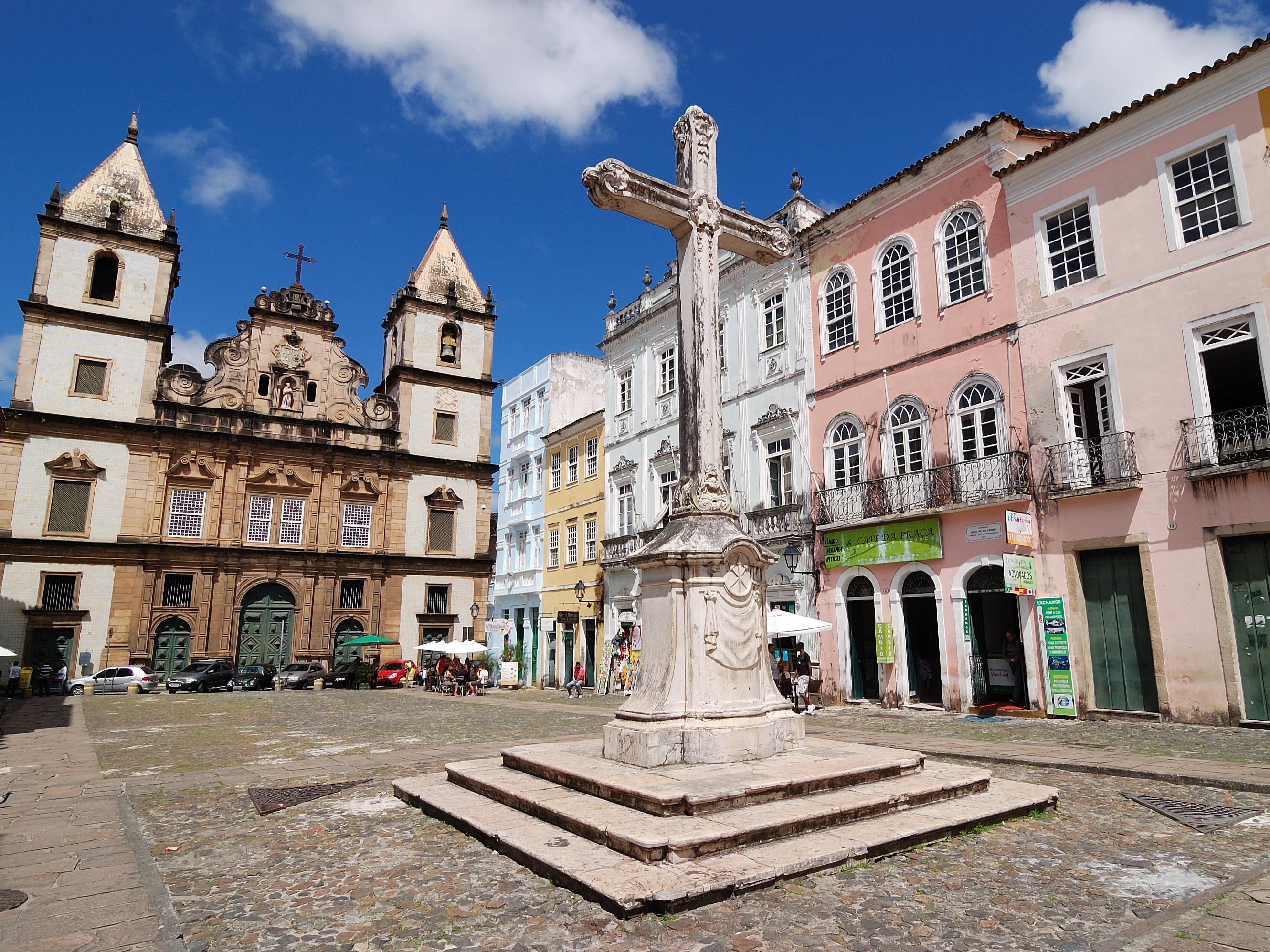
O Pelourinho, no centro histórico de Salvador, ainda preserva a arquitetura portuguesa das construções.

A fixação de portugueses no Brasil só se tornou significativa na segunda metade do século XVI. Em meados deste século, a colônia contaria com uns 2 mil brancos e 4 mil escravos. Por volta de 1583-1584, a população portuguesa na colônia crescera para 20 mil, em 1600 para 32 mil e em 1612 para 50 mil. O povoamento português no Brasil se limitava quase que exclusivamente à faixa litorânea e permaneceu escasso nos séculos XVI e XVII. Porém, levando em conta que Portugal tinha uma população bastante pequena (um milhão e meio de habitantes) e que o país também estava empenhado em povoar as ilhas atlânticas e em se expandir da África à Ásia, não representava pouco o número de portugueses já estabelecidos no Brasil naquela altura.

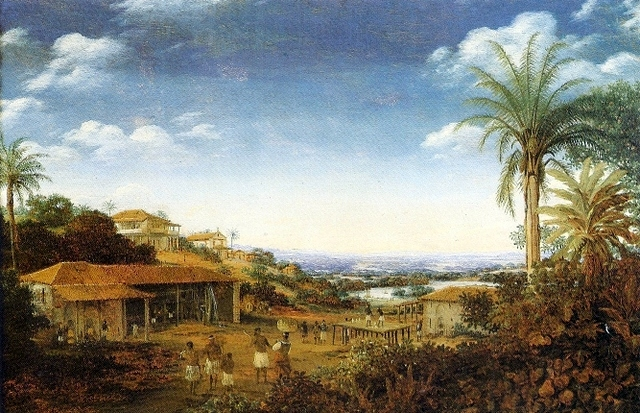
Um engenho de açúcar, em Pernambuco (século XVII).

Embora a colônia tenha sido dividida inicialmente em quatorze capitanias, a maioria não se desenvolveu e a população se concentrava em apenas três (Bahia, Pernambuco e São Vicente (hoje São Paulo). O sucesso da lavoura canavieira impulsionou a fixação de colonos portugueses. No século XVII, a colonização se expandiu com algum esforço organizado para colonizar o norte (Maranhão e Pará), em resposta a incursões estrangeiras. Após a expulsão dos holandeses de Pernambuco (1624-1654) a emigração foi retomada. Na década de 1680, partiriam de Portugal anualmente uns 2 mil emigrantes com destino a Bahia, Pernambuco e Rio de Janeiro. No final do século XVII, a população branca portuguesa já se aproximava de 100 mil indivíduos. O Brasil já era, de longe, a maior colônia portuguesa no mundo.
| Capitania (vilas principais) | População branca (1570) | População branca (c.1585) |
| ---------------------------- | ----------------------- | ------------------------- |
| Itamaracá                    | 600                     | 300                       |
| Pernambuco                   | 6 000                   | 12 000                    |
| Bahia                        | 6 600                   | 12 000                    |
| Ilhéus                       | 1 200                   | 900                       |
| Porto Seguro                 | 1 320                   | 600                       |
| Espírito Santo               | 1 200                   | 900                       |
| Rio de Janeiro               | 840                     | 900                       |
| São Vicente                  | 3 000                   | 1 800                     |
| Totais                       | 20 760                  | 29 400                    |

Por volta de 1580, o Brasil tornou-se o maior produtor de açúcar do mundo. Esse produto era produzido em engenhos, com uso de mão de obra escrava importada da África, e exportado para a Europa. A configuração socioeconômica do Nordeste açucareiro, porém, era mais complexa que simplesmente senhores de engenho e seus escravos. Também havia uma ampla camada de trabalhadores livres, formada por pequenos proletários rendeiros e parceiros. Esses camponeses, também chamados de lavradores, moradores ou foreiros, tiveram diferentes vinculações socioeconômicas com os senhores de engenho, mas geralmente se ocupavam da produção de mercadorias para o mercado interno, principalmente de alimentos, bem como da força de trabalho dentro do sistema de plantation. Essa classe camponesa podia trabalhar em terras próprias, recebidas em sesmaria, ou em áreas arrendadas ao engenho, onde mantinham roças de mandioca e criavam algum gado. Sobre a economia açucareira, Alice Canabrava escreveu:
| “ | Embora a escravidão emprestasse à sociedade dos senhores de engenho um sentido fundamental, a força de trabalho escrava não se estendia pela totalidade do sistema produtivo. Persistiam no engenho de açúcar setores de trabalho que funcionavam à base de mão-de-obra livre. Neste sentido, a lavoura de subsistência deveria manter-se como o setor mais importante, ou, pelo menos, o que oferecia melhores condições de permanência e estabilidade, sem excluir a existência de reduzido número de escravos negros que dela podiam participar. | ” |

##### Os degredados
Em Portugal, a pena do degredo era utilizada desde a Idade Média. Os condenados por algum crime podiam ser mandados para lugares mal povoados e zonas fronteiriças do País. Um destino muito visado era o Algarve. Porém, com as descobertas portuguesas a partir do século XV, muitos condenados passaram a ser mandados para a África, a Índia e para o Brasil. Os degredados eram "desajustados sociais", indesejáveis em Portugal, que eram banidos para possessões ultramarinas por um tempo determinado ou, em muitos casos, indefinidamente. A pena de degredo para o Brasil era considerada a pior penalidade que havia, apenas superada pela pena de morte. No imaginário português, havia uma dicotomia entre ora considerar o Brasil uma espécie de paraíso terrestre e ora considerá-lo o inferno na Terra. A natureza virgem da colônia contribuía para criar a imagem do paraíso terrestre, principalmente entre o clero, que chegou a ver a descoberta do Brasil como uma manifestação de Deus.
Porém, os relatos sobre a colônia também já assumiam uma perspectiva negativa, alguns com descrições reais, outros fantasiosos, a medida que se propagava que o Brasil era habitado por animais selvagens, mas também por seres como monstros e dragões. Além da fauna e da flora exóticas e perigosas, a imagem dos índios também era tingida de elementos preconceituosos, uma vez que sob os olhos dos europeus eles eram "selvagens" e a prática da antropofagia entre os índios foi usada pelos europeus para denigri-los. Ademais, o degredo para o Brasil significava, além de partir para uma terra desconhecida e tida como perigosa, ter que enfrentar uma viagem oceânica torturante e a separação da família.
Com toda essa visão negativa que recaía sobre o Brasil, era natural que muitos portugueses temessem se transferir para a colônia. Povoar o Brasil e, consequentemente, estabelecer o controle português na região, foi uma tarefa muito difícil para a Coroa Portuguesa. Além do fato de que Portugal tinha uma população muito pequena, eram poucos aqueles que se atreviam a se aventurar numa terra vista como perigosa. Em virtude disso, o degredo foi usado por Portugal como uma forma de povoar a colônia. Na carta de Pero Vaz de Caminha já havia o relato de degredados que no Brasil ficaram logo após o descobrimento. Era conveniente para muitos degredados ficar no Brasil, pois penetravam a colônia e se mantinham longe da rígida justiça portuguesa. Na colônia se integravam, normalmente eram acolhidos pelos índios e se uniam a mulheres indígenas. Nas décadas seguintes, Portugal continuou mandando degredados para a colônia.
Parte da historiografia brasileira e também o senso comum costumam afirmar que Portugal mandou para o Brasil a "escória" da sociedade portuguesa: prostitutas, assassinos, ladrões. É corriqueiro afirmar que grande parte das mazelas da sociedade brasileira são fruto desse tipo de povoamento que juntou portugueses "degenerados", índios "lascivos" e africanos "libidinosos", dando origem a uma sociedade problemática. Além de ser uma afirmação falsa, essa tese está tingida de preconceitos e de uma baixa estima dos próprios brasileiros em relação aos seus antepassados.
Na realidade, os degredados eram pessoas que haviam sido condenadas pelos mais diversos crimes. Na sociedade portuguesa da Era Moderna, marcada pela religiosidade católica e por um Estado absolutista, uma enormidade de condutas eram tipificadas como crime. Porém, para os padrões atuais, essas condutas não mais tipificariam um crime. É salientável que o conceito de crime varia com o decorrer do tempo e com o contexto em que se encontra determinada sociedade. Portanto, o que poderia ser considerado um crime gravíssimo em uma sociedade pode ser uma conduta irrelevante para outra. Assim, poderiam ser condenadas ao degredo pessoas sentenciadas por homicídio, roubo e fraude. Mas também poderiam receber a mesma pena mulheres que fossem pegas fazendo fofoca. A maioria dos condenados receberam a pena de degredo por terem condutas que, atualmente, seriam consideradas crimes leves ou nem ao menos seriam crime, como por pequenos furtos, promessas de casamento não cumpridas, vício em jogo, lesa-majestade, seduções, adultérios, sodomia, misticismo, judaísmo e blasfêmias, entre outros do gênero. Portanto, a maioria dos degredados não fazia parte da tal "escória" portuguesa, que muitos ainda acreditam que povoou o Brasil.
Tanto a Igreja como a Coroa Portuguesa acreditavam que, com o degredo, o condenado iria purgar sua alma por meio do trabalho. Além de ser uma forma de eliminar esses elementos indesejáveis da sociedade portuguesa e de fazê-los purgar a alma, o degredo também foi usado como um estratagema da Coroa Portuguesa de povoar o Brasil e condutas, que hoje poderiam ser tidas como irrelevantes, eram penalizadas com o exílio. Um caso ilustrativo aconteceu com um aspirante a padre de nome André Vicente que, em 1632, foi condenado a três anos de degredo no Brasil por limpar o nariz utilizando os panos do altar da igreja. Com o objetivo de povoar a colônia, sempre que um navio deixava Portugal rumo ao Brasil, havia ali uma quota de degredados.

### Minorias étnicas
O Portugal quinhentista não configurava uma sociedade homogênea. Ao lado da maioria cristã, havia importantes minorias muçulmanas, judaicas e ciganas. Após a Reconquista Cristã, os mouros de Portugal já se encontravam avançadamente aculturados e a sua assimilação dentro da sociedade portuguesa aconteceu sem maiores problemas. Por outro lado, os judeus (e cristãos-novos) e os ciganos eram etnias que frequentemente foram hostilizadas e mesmo perseguidas em Portugal. Essas duas etnias foram marginalizadas da sociedade portuguesa e muitos deles foram para o Brasil, seja de forma forçada (pelo degredo) ou voluntariamente.
Os judeus foram frequentemente hostilizados, proibidos de seguir sua religião e costumes e forçados a se converter ao cristianismo. Muitos deles eram acusados, por desafetos, de práticas judaizantes, ofensas à Igreja Católica e de fazer pactos demoníacos. Não era apenas a religiosidade mística, etnocêntrica e preconceituosa que levava a essa situação. Interesses econômicos também, uma vez que os judeus exerciam forte influência no comércio da Bahia e de Pernambuco. Foi apenas em 1773, por decisão do Marquês de Pombal, que se proibiu a distinção entre cristãos-velhos e cristãos-novos e no ano seguinte foi permitido o acesso de judeus e descendentes a cargos públicos e honrarias.
Quanto aos ciganos, o governo português apresentava uma dualidade: ora os forçava a ir para o Brasil, ora restringia a sua entrada na colônia, mas sempre mantendo uma atitude hostil. Também foi pela ação do Marquês de Pombal que foram proibidas as restrições contra essa etnia. De qualquer maneira, durante todo o período colonial imperaram as restrições aos judeus e ciganos, seja de caráter social ou oficial. Ambos eram vistos como diferentes e ameaçadores, numa sociedade extremamente etnocêntrica e intolerante à convivência com valores e verdades heterogêneos.

### Relação com os índios
Durante o período das feitorias (1502-1534) a relação entre portugueses e índios foi, de forma geral, amistosa. Por meio do escambo, os portugueses ofereciam aos nativos artefatos tecnológicos que aumentaram enormemente a produção da economia tradicional indígena e, em contrapartida, os índios se predispunham a trabalhar na derrubada e transporte do pau-brasil para carregar os navios portugueses. Essa parceria começou a se deteriorar com o estabelecimento das capitanias hereditárias, vez que a intenção da maioria dos donatários era de estabelecer plantações de cana-de-açúcar fato que, inevitavelmente, colocou em xeque o direito dos índios à terra.
Com o estabelecimento dos engenhos de cana, o senso de territorialidade dos indígenas foi violado. Ademais, o plantio da cana exigia uma grande força de trabalho, maior do que os colonos tinham condição de suprir. A única alternativa, portanto, foi recorrer ao trabalho indígena. Porém, como o tipo de trabalho para manter uma plantação de cana era desconhecido dos índios e os horários rígidos eram totalmente opostos à sua índole, as duas culturas entraram em conflito.
Os homens tupis estavam habituados a derrubar árvores, o que facilitou sua adaptação no período das feitorias. Porém, a agricultura era exclusiva das mulheres índias, e os homens se negavam a trabalhar na terra. Na cultura indígena era ausente a ambição pelo bem material e os colonos tinham pouco a oferecer em troca de seu trabalho. Em face a essa recusa, os portugueses passaram a escravizar os índios para trabalharem nas crescentes plantações e engenhos.
Os índios se tornaram o "grande obstáculo" à expansão portuguesa na colônia. A resistência nativa foi violenta e revelou-se avassaladora na metade da década de 1540. Os índios varreram a costa e destruíram as colônias da Bahia e de São Tomé e devastaram severamente as do Espírito Santo e de Pernambuco. Porém, os indígenas estavam em desvantagem em relação aos portugueses, que dominavam tecnologias bélicas mais avançadas. Enfim, as epidemias, a escravatura e a ação religiosa jesuítica arruinaram a cultura das sociedades indígenas dominadas e os sobreviventes tiveram que se reintegrar numa sociedade colonial estruturada sob os moldes portugueses. Tal fato, porém, resultou numa crescente população mestiça de pais portugueses e mães indígenas, sobretudo nas regiões mais isoladas da colônia, onde a população europeia feminina era muito pequena.
A "pacificação" dos índios somente ocorreu no século XX com o marechal Cândido Mariano Rondon. Na Capitania de Minas Gerais somente foi possível iniciar uma colonização mais intensiva depois da Guerra aos Botocudos ordenada por D. João VI, que dizimou estes povos indígenas. Os jesuítas, sob o pretexto de "civilizar povos bárbaros", cristianizou muitos índios fazendo-os deixarem seus costumes (aculturação).

### Imigração de transição (1700-1850)

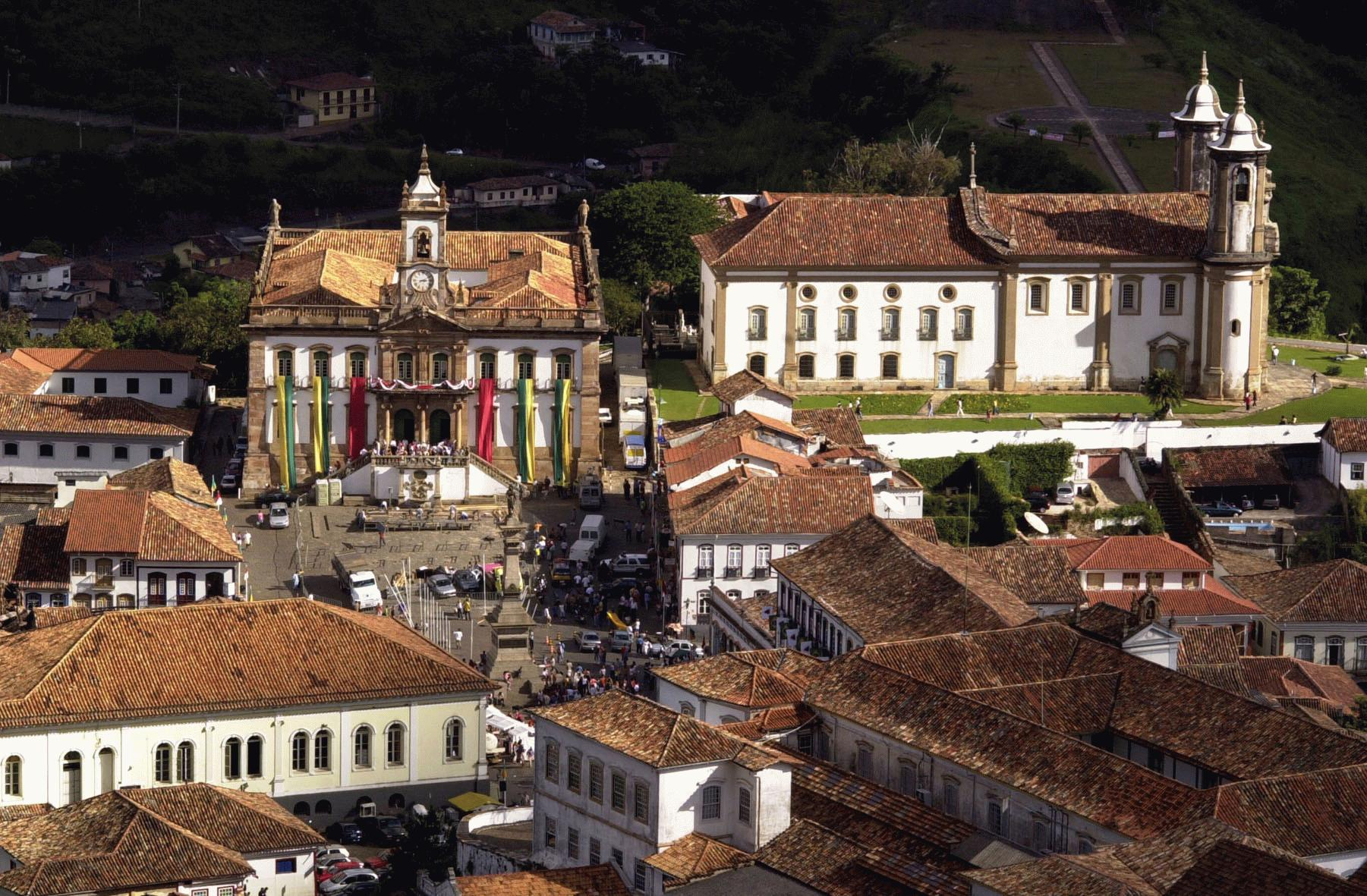
Ouro Preto, principal destino do fluxo de imigração durante esse período.

No final do século XVII, a descoberta de ouro nas regiões do atual estado de Minas Gerais teria um papel importante na expansão territorial e na reordenação administrativa da colônia. No início do século XVIII, ocorrem os primeiros conflitos entre bandeirantes e portugueses vindos de outras regiões da colônia em busca de ouro e pedras preciosas. Esses conflitos ficaram conhecidos como Guerra dos Emboabas. O desenvolvimento e riqueza trazidos pelo ouro atraíram para o Brasil um grande contingente de colonos portugueses em busca de riqueza. Nessa época, surge o mineiro, que era o colono português que enriqueceu no Brasil graças ao ouro e as pedras preciosas.pg.27
A partir do final do século XVII, o tráfego de portugueses para o Brasil pode ser mais coerentemente descrito como "emigração" do que como "colonização". De fato, na história da emigração portuguesa, é muito difícil distinguir quem poderia ser inscrito na categoria de "colonizadores" daqueles cuja categoria de "emigrantes" seria mais apropriada. De um ponto de vista lógico, emigrante é gênero e colonizador é espécie. Mais profundamente, colonizador é o indivíduo que abandona sua pátria natal com destino a uma colônia, em decorrência de uma iniciativa estatal ou integrado em empresa de âmbito nacional por ela promovida. Emigrante, por outro lado, é aquele que optou por abandonar seu país por motivos pessoais, independentemente de solicitações oficiais e, até mesmo, em oposição a estas (como foi no caso da corrida do ouro).
Seguindo essa linha de raciocínio, até o final do século XVII, predominou no Brasil uma emigração colonizadora. A partir de então, com o rush produzido pela descoberta das minas de ouro, tomou um caráter de emigração stricto sensu. Porém, não houve a eliminação da emigração de caráter colonizador, uma vez que colonizadores e simples emigrantes sempre coexistiram.

#### A corrida do ouro
Por volta de 1700, a emigração portuguesa para o Brasil alcançou números jamais vistos antes. O fator essencial para esse aumento na emigração foi a revolução agrícola na região do Minho. A introdução da cultura do milho no Norte de Portugal pôs fim à fome periódica que assolava a região e contribuiu para um significativo aumento populacional. Em 1801, Portugal registrava cerca de 33 habitantes por km², mas no Minho a densidade populacional atingia 96 habitantes por km². Sendo o Minho uma região onde a terra era escassa e a população crescia, a emigração para o Brasil acenava como um caminho para muitos minhotos.
A notícia de que ouro havia sido achado na futura Minas Gerais correu a colônia. Em pouco tempo, legiões de pessoas de diferentes partes da colônia abandonaram suas terras e partiram para a região mineradora. A notícia também atravessou o Atlântico e chegou a Portugal. Em pouco tempo, milhares de portugueses atravessaram o oceano em busca de fortuna no Brasil. A maior parte da imigração foi de pessoas originárias do Minho. O surto migratório que se deu de portugueses do Minho em direção às áreas mineradoras da colônia foi tão intenso que Portugal baixou três leis proibindo a migração de pessoas do Noroeste português para o Brasil, nos anos de 1709, 1711 e 1720. A lei de 1720 determinava que só poderiam emigrar do reino para as Minas os que tivessem passaporte ou os que fossem ocupar cargos e outros ofícios relativos à administração, sem levar criados. Em justificativa à lei editada em 1720, autoridades portuguesas afirmaram: "Tendo sido o mais povoado, o Minho hoje é um estado no qual não há pessoas suficientes para cultivar a terra ou prover para os habitantes". Em 1733, Simão Pereira Machado assim falou em Triunfo Eucarístico:
| “ | A exuberante cópia de ouro destas minas deu lugar a estrondoso brado cujos ecos soaram nos tais recônditos seios da América... em breve tempo das cidades e lugares marítimos sobreveio inumerável multidão... Os mesmos ecos levados nas asas da fama sobre os mares voavam à Europa... viu-se em breve tempo transplantado meio Portugal a este empório já célebre em todo o mundo.. | ” |

A vinda em larga escala de colonos contribuiu para que a língua portuguesa se tornasse dominante no Brasil em meados do século XVIII, em substituição ao tupi, ou língua geral.

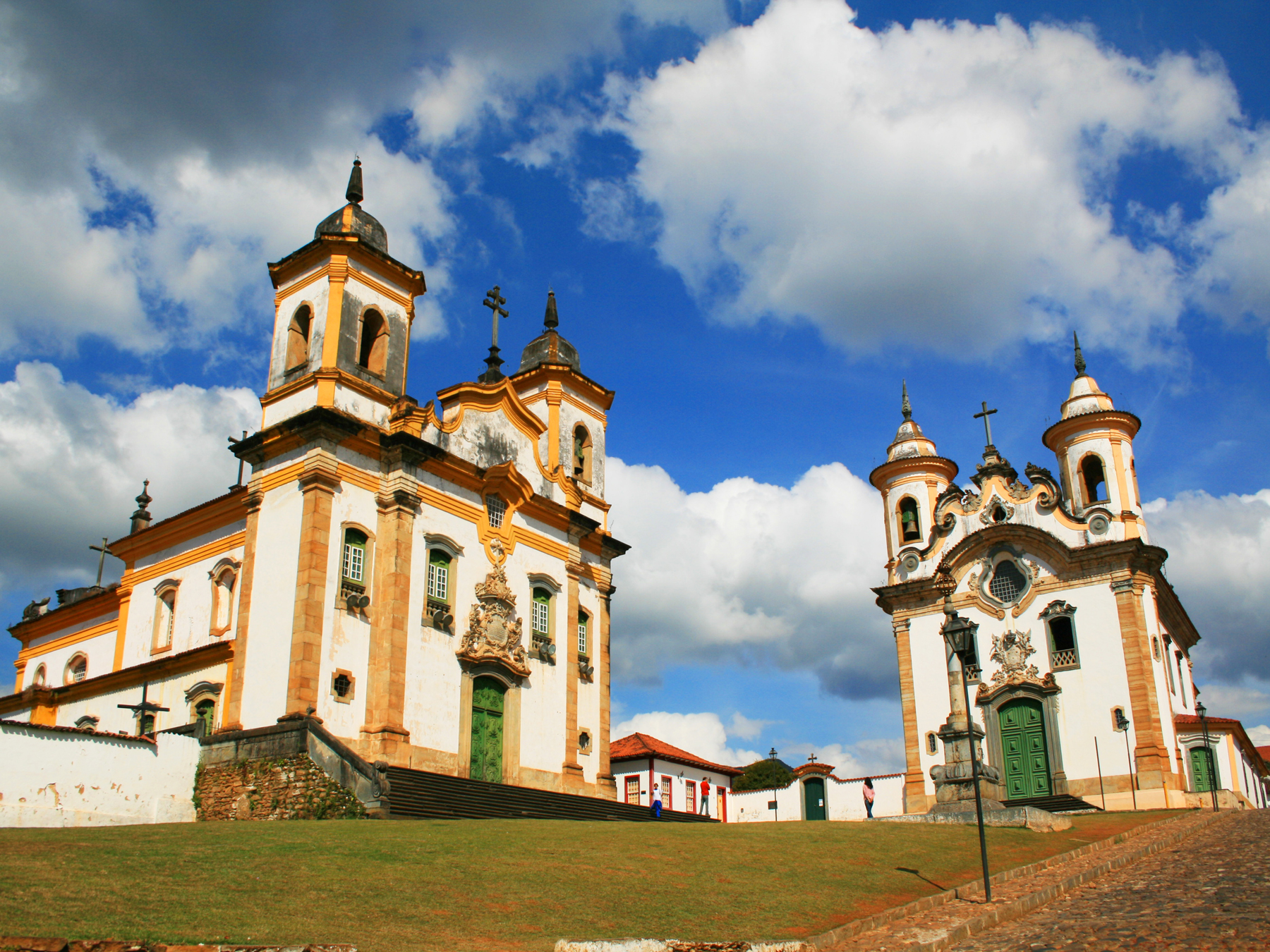
A cidade histórica mineira de Mariana.

A corrida do ouro praticamente despovoou vilas inteiras da região do Douro e de Trás-os-Montes. Em 1703, o embaixador francês em Lisboa informava ao Rei Luís XIV que "O grande número de pessoas que vai à procura do ouro faz com que reste menos (pessoas) para trabalhar no cultivo da terra". Milhares de portugueses venderam tudo o que tinham para conseguir comprar uma vaga em algum navio que partia para o Brasil. Funcionários da Coroa e comerciantes radicados na África e na Ásia abandonaram seus empregos e rumaram para o Brasil. Nesse período vieram pessoas de todos os estratos sociais para o Brasil. Portugueses miseráveis que viram essa como sendo a oportunidade de mudar de vida, pessoas perseguidas pela justiça e pela Inquisição, assim como fidalgos a procura de fortuna e aventura. A maioria deles não tinha parentes ou amigos na colônia, tampouco recurso financeiro. Até 1693, Minas Gerais tinha uma população não indígena quase inexistente. Dezesseis anos depois, a população de brancos, mestiços e negros envolvidos na mineração já chegava a 30 mil pessoas. Só de Portugal, nesse período, saía uma média de oito a dez mil pessoas por ano em direção ao Brasil, totalizando aproximadamente 600 mil pessoas no decorrer de sessenta anos. Nunca antes na História da colônia houve uma migração tão maciça.
Não foi somente a extração pura e simples do ouro que atraía as pessoas para a região mineradora, pois havia oportunidades de emprego em diversos outros setores. Para alimentar a crescente população, a Coroa passou a conceder sesmarias em Minas Gerais e ao longo dos caminhos para as minas, a quem desejasse criar gado e suínos, dedicar-se ao cultivo de mandioca e às pequenas fazendas de criação de aves domésticas. O crescimento da população urbana criou novas demandas e um mercado para pessoas dotadas de habilidades ou de ofícios. Artesãos dos ramos da
construção — pedreiros, carpinteiros e ferreiros — eram necessários para atender o aumento da demanda da construção civil e eclesiástica. Havia boas perspectivas de lucro para quem quisesse fazer investimentos na feitura de telhas, na fabricação de sabão ou na manufatura de bateias, produtos essenciais à mineração. Também havia demanda para quem quisesse se ocupar do suprimento de madeira e de água, na fabricação de cera e de cobre, cuteleiros, fundidores de estanho, seleiros, tanoeiros, torneiros de madeira, artesãos de bronze, etc, todos conseguiam rapidamente encontrar demanda para os seus serviços, assim como alfaiates,  chapeleiros ou barbeiros.  Havia grandes oportunidades para comerciantes. Além destes, também havia espaço para os que iam ocupar o aparato estatal: militares, burocratas, ouvidores, contadores, fiscais, escrivães.
Os portugueses enfrentavam uma média de oitenta a noventa dias de viagem pelo oceano, até chegar a Salvador ou a outra cidade costeira. De lá, tinham que penetrar o interior do Brasil até conseguir chegar à região mineradora. O caminho até as minas era dificílimo de ser transposto. Muitos morriam pelo caminho, de fome, de doença, devorados por alguma fera ou envenenados por animais peçonhentos. Aqueles que conseguiram chegar até as minas só se preocupavam em extrair o ouro e fazer fortuna o mais rápido possível. Em decorrência, no período de 1697-1698 e 1700-1701 não havia disponibilidade de comida na região. Os mantimentos que vinham de outras regiões da colônia não eram suficientes para abastecer aquela crescente população. Assim, um boi que valia 10 gramas de ouro na Bahia passou a valer 359 gramas na região mineradora. Um alqueire de milho (equivalente a 36 litros) que em São Paulo custava 1,5 grama de ouro, nas minas custava 143 gramas. Um pedaço de queijo ou uma galinha tinham preço equivalente a 25 dias de trabalho. Desta forma, muitas pessoas se viam cercadas de ouro, mas simplesmente não tinham o que comer e acabavam morrendo de fome. O caos foi instalado e pessoas se matavam umas às outras por um pedaço de comida. Com o passar dos anos, o cultivo de alimentos foi estabelecido e a onda de fome foi superada. Mas além da fome, os aventureiros tiveram que enfrentar epidemias de varíola e ataques de bandidos. Mais tarde, cresceu a animosidade entre os paulistas (descobridores das minas) e os forasteiros, a maioria deles portugueses, que brigavam pelo controle das lavras. Muitos conflitos daí se originaram mas, por fim, os forasteiros acabaram vitoriosos e muitos paulistas foram expulsos da região mineradora.
Ao longo do século XVIII, cerca de mil toneladas de ouro foram retiradas da região mineradora, sendo que do total, 800 toneladas foram encaminhadas para a Europa. A exploração de pedras preciosas na colônia ajudou a manter as contas públicas portuguesas equilibradas, por um certo período. É difícil precisar a participação do Brasil nas contas públicas portuguesas da época, porém um cálculo referente a 1716 indica que 13,8% da receita total da Coroa portuguesa era originária do Brasil, 40% no período do Marquês de Pombal, reduzindo-se para 27,5% em 1777, porém são somente estimativas. A Coroa portuguesa gastou grande parte do ouro brasileiro para viabilizar seu modo de vida luxuoso e pomposo. O ouro brasileiro também serviu para reconstruir Lisboa, após o sismo de 1755. Mas pouco dele ficou em Portugal. A maior parte teve como destino final a Inglaterra, pois o governo português usava o ouro brasileiro para financiar os saldos negativos do balanço de pagamentos. O ouro brasileiro ajudou o nascente capitalismo europeu, pulverizando-se por toda a Europa: só a França utilizou, no século XVIII, 86 toneladas do ouro brasileiro para cunhar moedas.
A corrida do ouro também teve efeitos decisivos para o Brasil. De apenas 300 mil habitantes, a colônia saltou para uma população de 3,6 milhões de pessoas em apenas cem anos, graças ao afluxo de colonos portugueses e escravos africanos. O interior do Brasil foi povoado graças a esse fenômeno.

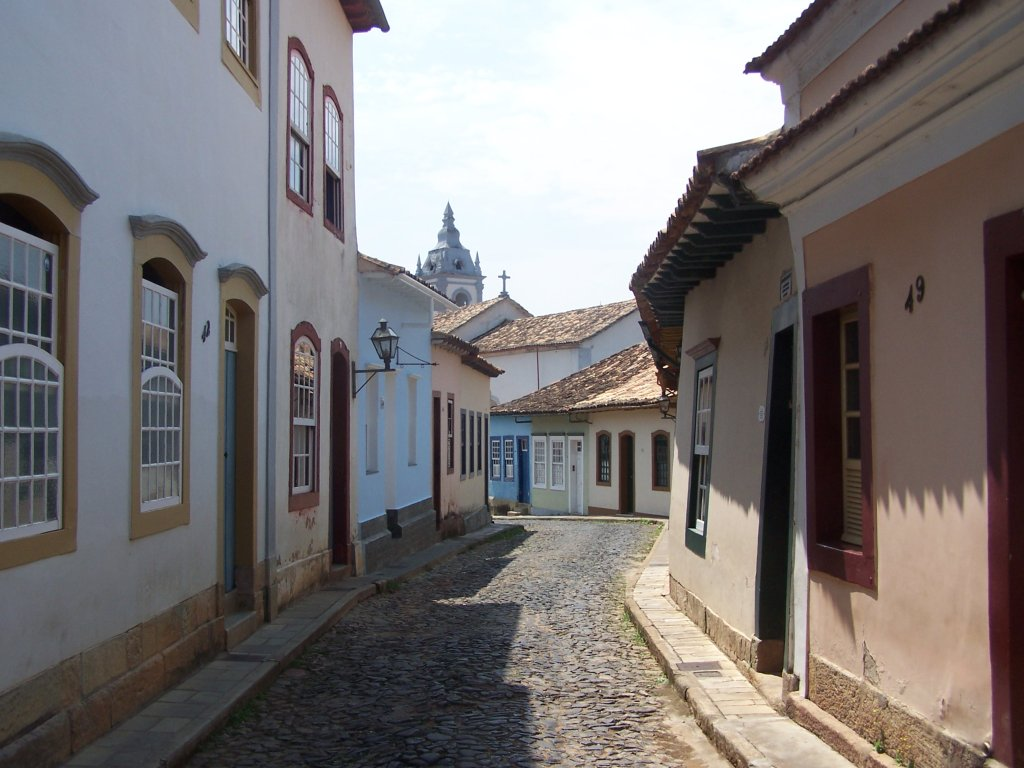
Casario colonial na rua Santo Antônio, conhecida como a "Rua das Casas Tortas", em São João del Rey.

A imigração de portugueses do Norte para Minas Gerais influenciou profundamente as características sociais daquela capitania, como escreveu o historiador Kenneth Maxwell: "entre a minoria branca de Minas Gerais predominavam os valores e costumes das
províncias do norte português, especialmente do Minho, Trás-os-Montes, Porto, Douro e as Beiras (...)." Os colonos transplantaram para a região mineradora "um conjunto particular de valores sociais e culturais que, no ambiente social e cultural mineiro, apesar das diferenças superficiais, era muito semelhante ao que haviam deixado para trás". O Norte de Portugal era uma região com características socioeconômicas que o distanciavam das outras regiões portuguesas. No Norte de Portugal havia a predominância de mulheres entre a população e uma grande porcentagem de casas chefiadas por mulheres, o mesmo acontecia em Minas Gerais. No caso português, as mulheres predominavam pois muitos homens emigravam para outras regiões do reino ou para as colônias, sobretudo para o Brasil, deixando as mulheres para trás, que ficavam incumbidas muitas vezes de gerir o lar. Em Minas Gerais, embora nas primeiras décadas de exploração mineradora houvesse uma verdadeira escassez de mulheres, no final do século XVIII elas já compunham a maioria da população livre mineira, a maioria delas ex-escravas, de acordo com Donald Ramos (com base em alguns testamentos por ele examinados), sendo em número bastante superior às portuguesas entre a população livre mineira, pois estas raramente emigravam. Curiosamente, as poucas portuguesas cujos matrimônios foram registrados na Paróquia de Antonio Dias, em Minas, eram sobretudo açorianas, e não nortenhas como a maioria dos homens. Em 1807, o escritor Ramalho Ortigão registrou que "Os Açores são a parte do país que exporta maior número de mulheres".
Também cristãos novos estiveram presentes na corrida do ouro.
| Naturalidade dos testadores na Comarca do Rio das Velhas, Minas Gerais (século XVIII) | Naturalidade dos testadores na Comarca do Rio das Velhas, Minas Gerais (século XVIII) | Naturalidade dos testadores na Comarca do Rio das Velhas, Minas Gerais (século XVIII) | Naturalidade dos testadores na Comarca do Rio das Velhas, Minas Gerais (século XVIII) | Naturalidade dos testadores na Comarca do Rio das Velhas, Minas Gerais (século XVIII) | Naturalidade dos testadores na Comarca do Rio das Velhas, Minas Gerais (século XVIII) | Naturalidade dos testadores na Comarca do Rio das Velhas, Minas Gerais (século XVIII) | Naturalidade dos testadores na Comarca do Rio das Velhas, Minas Gerais (século XVIII) | Naturalidade dos testadores na Comarca do Rio das Velhas, Minas Gerais (século XVIII) |
| Ilhas                                                                                 | Outros Reinos                                                                         | Alentejo                                                                              | Minho                                                                                 | Estremadura                                                                           | Algarve                                                                               | Trás-os-Montes                                                                        | Beiras                                                                                | Não identificado                                                                      |
| ------------------------------------------------------------------------------------- | ------------------------------------------------------------------------------------- | ------------------------------------------------------------------------------------- | ------------------------------------------------------------------------------------- | ------------------------------------------------------------------------------------- | ------------------------------------------------------------------------------------- | ------------------------------------------------------------------------------------- | ------------------------------------------------------------------------------------- | ------------------------------------------------------------------------------------- |
| 10,39%                                                                                | 0,47%                                                                                 | 0,47%                                                                                 | 66,93%                                                                                | 5,98%                                                                                 | 0,15%                                                                                 | 5,59%                                                                                 | 5,82%                                                                                 | 4,17%                                                                                 |

Tanto o Norte português quanto Minas Gerais apresentavam "predominância demográfica de mulheres livres, uma grande proporção de famílias chefiadas por mulheres, baixas taxas de casamento, idade de se casar mais tardia que o esperado, uma tendência entre as mulheres solteiras de estabelecerem em domicílios independentes, altas taxas de ilegitimidade e abandono infantil e baixas proporções de famílias nucleares sacramentadas pelo matrimônio". Essas características aproximavam a capitania de Minas Gerais do Norte de Portugal que, por sua vez, se distanciava do resto do país. Como observou o historiador Antônio Augusto de Lima Júnior, "ao contrário do que se verificou em outras partes do Brasil, nas Minas Gerais se constatou o fenômeno de uma integral transplantação do espírito e da civilização portuguesa” pois, apesar da miscigenação generalizada entre homens portugueses e mulheres africanas que se deu na capitania mineira, os mestiços acabavam adotando a língua, os costumes, a religião e a mentalidade do pai português.

#### Colonização açoriana e madeirense

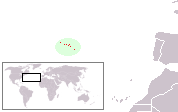
A localização das Ilhas dos Açores.

Outro fator importante na imigração portuguesa durante o século XVII e o século XVIII foi a imigração açoriana e madeirense para a Região Norte, a Região Nordeste e a Região Sul do Brasil.
Segundo o historiador José C. Moya, a imigração de açorianos e madeirenses para o Brasil foi o movimento migratório mais feminino da História da colonização das Américas. Segundo o estudo, entre 1670 e 1800, dos açorianos e madeirenses que imigraram para o Brasil, 56% eram homens e 44% eram mulheres. Apenas a primeira migração de puritanos para a Nova Inglaterra, entre  1630 e 1640, e o recrutamento de "protestantes estrangeiros" pelas autoridades da Nova Escócia, em meados do século XVIII, tiveram participação feminina em níveis semelhantes. Segundo o historiador, essa informação é relevante, pois na História da colonização das Américas, os fluxos migratórios europeus tendiam a ter proporção bem mais elevada de homens do que de mulheres. Por sua vez, a imigração açoriana e madeirense para o Brasil foi essencialmente familiar, formada por casais, e não por homens solteiros.

##### Imigração para oMaranhão, oPará, oAmapáe aBahia
O governo português preocupava-se em garantir o controle do território brasileiro, daí a política em promover a colonização, com casais das ilhas dos Açores e da Madeira. A ocupação do território era vista como fundamental. São inúmeros os registros históricos de recrutamento de açorianos para serem enviados ao Brasil. Em 1550, a Coroa incentivou Pêro Anes do Canto a recrutar açorianos que deveriam ser encaminhados para o Brasil e, em particular, para a fundação da Bahia. Noutro registro, Gaspar Frutuoso anotou que, em 1579, Diogo Fernandes Faleiro, ao ver seus parentes na pobreza, os teria incentivado a buscar melhor sorte no Brasil, conforme se lê abaixo:
| “ | [...] No ano de mil e quinhentos e setenta e nove [...], sendo de muita esterilidade, como haviam sido já outros atrás, de que ficaram os moradores da ilha [de S, Miguel] tão atribulados e pobres que não se podiam manter nela, vendo ele [Diogo Fernandes Faleiro] alguns parentes seus em semelhante aflição, os persuadiu que se quisessem sair daquela miséria e se fossem para o Brasil, para o que gastou com eles, provendo-os de todo o necessário para sua embarcação, duzentos mil reis [...] | ” |

Em 1619, cerca de 300 casais chegaram ao Maranhão, sendo que o número total de pessoas girava em torno de mil, número significativo para a época. Famílias açorianas também foram assentadas no Pará, sendo exemplo disso as 50 famílias (por volta de 219 pessoas) que embarcaram no dia 29 de março de 1677, no barco "Jesus, Maria e José", em Horta, Ilha do Faial. A região do Maranhão é considerada a primeira a receber colonos ilhéus de forma organizada. Além dos casais iniciais, vindos com Estácio da Silveira em 1619, outros se seguiram: em 1621 chegaram 40 casais com Antonio Ferreira de Bettencourt e Jorge de Lemos Bettencourt; em 1625 chegaram outros casais com Francisco Coelho de Carvalho; nos navios N. S. da Palma e São Rafael, tendo como capitão Manoel do Vale, chegaram 50 casais em 1676; e nos navios N. S. da Penha de França e São Francisco Xavier vieram mais colonos. Em 1620, Manoel Correa de Melo introduziu 200 casais no Pará. Em 1676, 50 famílias, com 234 pessoas de ambos os sexos, desembarcaram em Belém, provenientes da ilha do Faial nos Açores. Em 1674, o governo exigiu as seguintes características dos recrutados:
| “ | ... dos homens mais idoneos para o trabalho, cujas mulheres sejam capazes de propagação e tenham mais filhos para se formar uma nova povoação; para cujo effeito ordenareis sejam de todos os officios: lavradores, pedreiros, carpinteiros, e ferreiros, serralheiros, sapateiros e alfaiates. | ” |

Em 1751, a povoação de Macapá recebia ilhéus e recomendava-se ao capitão do navio um trato especial com os povoadores, "a maior parte são mulheres, crianças e velhos". Em outubro de 1799, o governo português ordenou o recrutamento de casais açorianos, para serem enviados para a Bahia, conforme texto a seguir:
| “ | ... se ordena façamos recrutar sessenta casais de pessoas que sejam robustas, e queiram ir voluntariamente para um estabelecimento, que se manda formar na Bahia, onde se lhes há de mandar dar tudo o que for necessario para o seu arranjamento… | ” |

##### Imigração para o sul
Em 1746, representantes dos Açores solicitaram ao rei de Portugal permissão para migrar para as colônias, uma vez que as ilhas estavam superpovoadas e a população sofria de grande pobreza. Em 1747, o governo português lançou um edital, que estabelecia as condições de migração e as concessões a serem dadas. O critério para a migração era o limite de idade (40 anos para os homens e 30 para as mulheres, o qual depois foi ampliado) e a prática da religião católica. O objetivo explícito da Coroa Portuguesa era enviar para a região casais jovens, que pudessem promover a sua ocupação territorial. O número total de alistados variou entre 7 090 e 7 817 nos Açores e mais 2 370 alistados na Ilha da Madeira, totalizando no mínimo 9 460 pessoas que desejavam migrar para o Brasil (nem todas conseguiram).

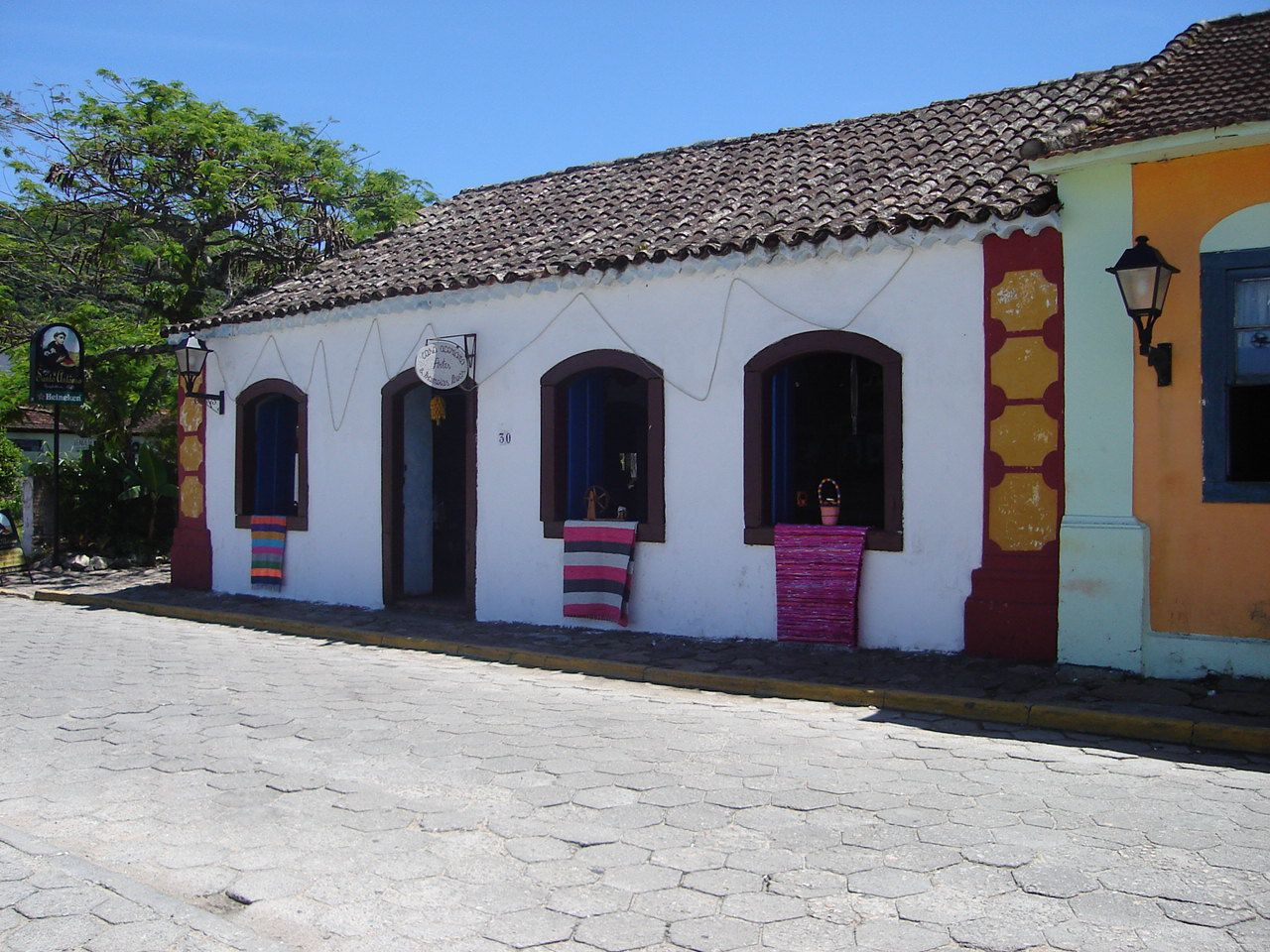
A arquitetura açoriana é visível em muitos locais de Florianópolis. Estas são casas no distrito de Santo Antônio de Lisboa.

Essa imigração promovida pela Coroa foi uma estratégia de ocupação do Sul da colônia, visando expandir o território para além dos limites impostos pelo Tratado de Tordesilhas. O Sul do Brasil era uma região disputada com a Espanha e, naquela época, Portugal estava começando a adotar a política de “uti possidetis” (quem ocupa o território, o domina) no Sul do Brasil, onde apenas 3 mil pessoas ocupavam uma área de 50 mil km². Embora a capitania de Santa Catarina não fosse economicamente rentável, a sua localização estratégica era tida como tão relevante para a Coroa Portuguesa que ela não se preocupou com os gastos que teria para promover o seu povoamento. Entre 1748 e 1754, em torno de 6 mil ilhéus chegaram ao Sul do Brasil, provenientes de todas as ilhas dos Açores. Esses colonos tiveram enorme impacto demográfico, tendo em vista que a população local era de apenas 5 mil pessoas. Cerca de 4,5 mil deles povoaram os 500 quilômetros do litoral catarinense e cerca de 1,5 mil seguiram para o Rio Grande do Sul, onde deveriam fundar freguesias. Devido às péssimas condições da viagem, a taxa de mortalidade durante a travessia do Atlântico foi de cerca de 15,7% (1 085 pessoas). O último navio a trazer colonos partiu da Ilha da Madeira em 1756, com 500 pessoas a bordo, mas ele afundou na costa da Bahia.
O primeiro grupo de açorianos, mais numeroso, foi encaminhado para Desterro (atual Florianópolis); já o segundo grupo deveria seguir para a Região das Missões, no Rio Grande do Sul, recentemente incorporada ao território português pelo Tratado de Madri, de 1750; todavia, a eclosão da Guerra Guaranítica impediu que o segundo grupo ocupasse a região das Missões, e os açorianos acabaram se dispersando ao longo do lago Guaíba e do rio Jacuí.
Para convencer esses ilhéus a imigrarem para o Brasil, o governo português ofereceu, principalmente para casais açorianos e para um número menor de madeirenses, diversas regalias: glebas de terras demarcadas como propriedade para cada casal e, quando chegassem às terras, receberiam mantimentos, espingarda e munição, instrumentos de trabalho, sementes para cultivo, duas vacas e uma égua e sustento alimentar para o primeiro ano. Tanto os Açores como a Madeira eram regiões paupérrimas de Portugal, onde a população vivia afundada na miséria. Em 1751, o governador Manuel Saldanha da Gama escreve: "Nalguns portos da Ilha, o povo só se alimentava de raízes, flor de giesta e frutos". Portanto, a transferência para o Brasil com tantas regalias pareceu uma oportunidade tentadora e irrecusável. Todavia, a maior parte das promessas feitas pelo governo português não foram cumpridas, uma vez que os governos locais não estavam preparados financeiramente para receber aquele contingente de pessoas, e os primeiros anos após a chegada dos colonos foram marcados por grandes dificuldades e sofrimento.
Inicialmente, do ponto de vista econômico, a colonização açoriana em Santa Catarina foi um fracasso. Isolados em pequenos nichos populacionais ao longo do litoral, completamente despreparados para desenvolver o trabalho agrícola em terra desconhecida e sem mercado consumidor para seus produtos, só restou aos ilhéus desenvolver uma lavoura de subsistência. Aprenderam os usos da terra com as populações que já viviam na região antes de sua chegada, ajustando-se a um modo de vida mais indígena que açoriano, substituindo sua alimentação original por alimentos nativos, como a mandioca. Atualmente, é difícil distinguir peculiaridades dos Açores nessas regiões de colonização açoriana. Seu modo de vida é essencialmente o mesmo das populações caipiras encontradas em outras regiões do Brasil. Mesmo o artesanato da região é essencialmente o mesmo do encontrado em outras partes do País.
Os descendentes desses açorianos e madeirenses radicados na Ilha de Santa Catarina permaneceram por quase dois séculos de certa forma isolados do que acontecia no resto do Brasil, vivendo basicamente da agricultura de subsistência. Só a partir da década de 1970 que estradas foram abertas e asfaltadas, interligando essas vilas, que atualmente é uma região turística.
Ainda hoje, devido à influência açoriana, o jeito de falar das pessoas da região de Florianópolis é bastante peculiar quando comparado aos outros brasileiros. Outra influência açoriana ainda presente em Santa Catarina é a Festa do Divino Espírito Santo.
O impacto da imigração açoriana para o Sul do Brasil foi tão forte que, em 1780, os açorianos respondiam por 55% de toda a população da capitania do Rio Grande do Sul. A fecundidade dos casais açorianos era enorme. Raro era o casal que não contava mais de seis filhos. Alguns, como a de um Lopes, atingiram a fabulosa cifra de vinte e um filhos; o de um Manuel Jacintho, a de trinta filhos, sendo quinze de cada uma das mulheres com quem foi casado.

### Transferência da corte portuguesa para o Brasil
No início do século XIX, em decorrência da invasão das tropas francesas comandadas por Napoleão Bonaparte, transferiram-se para o Estado do Brasil, uma colônia do Império Português, a família real e a maioria da nobreza portuguesa. A maioria dos nobres e demais servos (aproximadamente 15 mil pessoas) fixaram-se na cidade do Rio de Janeiro, entre 1808 e 1822.

### Os portugueses na sociedade colonial
O colono português reproduziu no Brasil a sociedade estamental da qual provinha, mas adaptando-se às novas condições. Para a colônia trouxe seus valores, sua organização jurídica hierarquizada, suas regras familiares, patrimoniais e obrigacionais. No Brasil havia a sensação da liberdade oferecida pelo Novo Mundo, onde as estratificações sociais seriam mais frouxas, a mobilidade mais fácil e a presença do Estado mais tênue. Ao mesmo tempo, havia a moralidade repressora do catolicismo ibérico. Para Gilberto Freyre, o português se adaptou facilmente aos trópicos devido à dualidade de ser Portugal um país "bicontinental" entre a Europa e a África, somada à influência muçulmana, que o teria tornado mais propenso à miscigenação. Essa explicação estava moldada de subjetivismo, pois o fenômeno da miscigenação nas colônias não era algo exclusivo dos portugueses, mas de todos os colonizadores europeus de modo geral ao se defrontarem com a escassez de mulheres brancas. Na África do Sul os colonos holandeses também geraram uma ampla população mestiça (coloured), uma vez inicialmente escassa a presença de mulheres europeias, mesmo ausente qualquer influência muçulmana na sua cultura ou uma suposta "bipolaridade" continental holandesa. A adaptação do português na colônia e seu processo de miscigenação se deve ao caráter aventureiro de uma migração a um lugar remoto e desconhecido (o que desestimulava a migração familiar), a ambição do enriquecimento rápido e o consequente retorno a Portugal e, como consequência, a escassez de mulheres portuguesas na colônia.

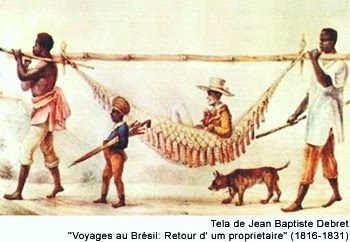
Homem sendo carregado na rede por seus escravos. Os portugueses criaram no Brasil uma sociedade hierarquizada, na qual eles próprios ocupavam o topo da pirâmide social.

Os portugueses ocupavam o topo da pirâmide social no período colonial. Ser nascido em Portugal era a norma nos séculos XVI e XVII da elite, mas não algo obrigatório. Mais do que ser português nato, era necessário comprovar a "pureza de sangue" (ausência de antepassados judeus, mouros, índios e negros), até certo número de gerações, além de estudos em Portugal, geralmente na Universidade de Coimbra. A "nobreza" colonial era composta pelos senhores de engenho e pelos "homens bons" das câmaras municipais. No segmento superior da sociedade figuravam os proprietários rurais, os grandes comerciantes do litoral, os mineradores enriquecidos e a alta burocracia. Os proprietários rurais eram os senhores de engenho, proprietários de fazendas canavieiras, pecuaristas nordestinos e gaúchos, latifundiários que se autoproclamavam a "nobreza da terra", sobretudo os primeiros. Os grandes comerciantes do litoral, discriminados pela aristocracia da terra, eram quase sempre impedidos de exercer cargos públicos, só adquirindo um status elevado após o período pombalino em Portugal. No século XVIII surgiu o novo grupo social, composto pelos mineradores de ouro e diamantes, responsáveis pela edificação das cidades barrocas de Minas Gerais. Por fim, a alta burocracia colonial, composta de administradores (governadores, secretários, juízes, ouvidores, desembargadores, militares graduados, técnicos fazendários e autoridades eclesiásticas, como bispos e arcebispos).
Também havia portugueses no setor intermediário da sociedade colonial. Esse setor não chegava a compor uma classe média, como nos países de economia industrial, mas uma classe heterogênea que conseguia escapar da dicotomia "senhor-escravo". Na região açucareira, era composta pelos lavradores de cana menos abastados e os assalariados do engenho. Nas regiões pecuaristas, os vaqueiros que conseguiam criar gado suficiente para estabelecer a sua própria criação. Em São Vicente (São Paulo), o pequeno proprietário que, no contexto da pobreza daquela região, possuía alguns recursos e se infiltrava até mesmo dentro da aristocracia local. Sem dúvida foi a região mineradora a que mais propiciou o crescimento desse setor intermediário, uma vez que o caráter urbano daquela sociedade aumentava as oportunidades, como para comerciantes e tropeiros.
Na base da pirâmide social estavam os homens livres pobres (brancos, mamelucos, mulatos, libertos), os indígenas e os escravos (negros e índios). Dentro desse grupo estavam os vaqueiros das áreas pecuaristas (ao longo do rio São Francisco, partes do Nordeste e do Sul), que exerciam sobretudo a lavoura de subsistência. Também poderiam estar numa área de semimarginalidade: prostitutas, vadios, capangas e marginais propriamente ditos. O grupo mais numeroso era dos escravos, tanto africanos como indígenas, dos quais a sociedade era extremamente dependente. O jesuíta André João Antonil escreveu que os escravos eram "os pés e mãos dos senhores de engenho", frase esta que poderia ser estendida aos outros setores da economia. Havia um grande desprestígio pelo trabalho manual e uma generalizada visão do escravo como um objeto, fazendo com que as pessoas, assim que conseguissem juntar algum dinheiro, adquirissem um escravo. O prestígio social era medido pelo número de escravos que determinada pessoa tinha.
Após a independência, paulatinamente foi crescendo a migração de portugueses pobres para o Brasil, passando a dominar a fonte de saídas a partir do final do século XIX e no século XX. Esses imigrantes portugueses vinham para substituir os ex-escravos nos seus antigos ofícios, sobretudo após 1850, quando o tráfico de escravos foi abolido no Brasil.

### Imigração após a Independência

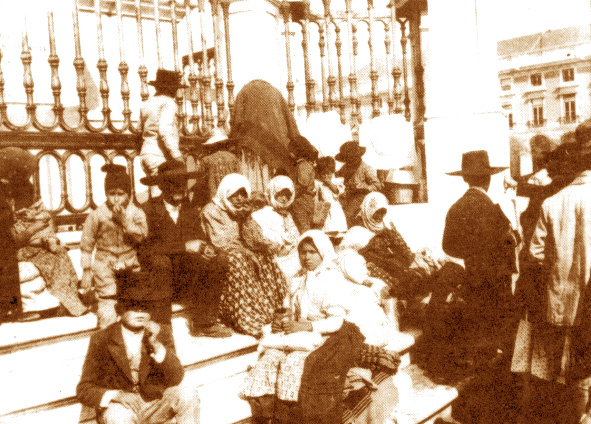
Imigrantes portugueses à espera do navio para o Brasil, século XX.

A imigração portuguesa para o Brasil, depois da independência, é frequentemente ignorada pela historiografia. Até 1992, não havia sido publicado nenhum trabalho sobre a imigração lusa ocorrida entre 1822 e meados do século XIX. Porém, os portugueses continuaram a ir para o Brasil por um longo tempo após a independência. Vários estudos são publicados sobre os imigrantes italianos, alemães ou japoneses, mas os portugueses são um grupo mais ignorado.
Após a independência do Brasil do Reino Unido de Portugal, Brasil e Algarves, em 1822, e a consequente proclamação do Império do Brasil, os portugueses residentes no novo país foram considerados brasileiros originários, ou seja, não teriam que se naturalizar, já que nunca haviam sido estrangeiros no Brasil. Esse dispositivo constou da constituição do Império do Brasil de 1824, mas havia sido proposto e aceito pela Assembleia Constituinte de 1823, antes de sua dissolução pelo imperador Dom Pedro I.
Mesmo durante as crises de antilusitanismo que ocorreram em diversos momentos e regiões do país após a Independência, os portugueses nunca deixaram de aportar no Brasil como imigrantes. Com o fim do tráfico de escravos em 1850, acentuou-se a carência de mão de obra, principalmente na região centro-sul (províncias de São Paulo, Rio de Janeiro e Minas Gerais), onde se verificava a expansão das plantações de café. O governo brasileiro começou um processo de substituição da mão de obra escrava pelo trabalho assalariado de imigrantes europeus.

#### Primeira metade do século XIX
Há poucos documentos referentes à imigração portuguesa para o Brasil entre 1822 e 1850, o que levou muitos historiadores a ignorar esse período menos documentado, o que não quer dizer que não houve um substancial deslocamento de lusos no período posterior à independência. Apesar da inconsistência dos dados, uma vez que, nessa época, muitos imigrantes chegavam e não eram registrados, pode ser calculado que 26 785 portugueses entraram no Rio de Janeiro entre 1826 e 1850. O representante do governo português no Rio, Idelfonso Leopoldo Bayard, afirmou que a demanda por trabalhadores portugueses era tão grande que qualquer imigrante encontrava emprego em menos de oito dias após a chegada. Muitos dos que chegavam não portavam passaporte, normalmente pessoas sem recurso que viajavam com algum tipo de subsídio de capitães de navio, que lucravam com o transporte de imigrantes. Estes eram aliciados como trabalhadores endividados, uma vez que qualquer um que pudesse pagar o valor da passagem adquiria esse trabalhador, que lhe ficava devendo até que conseguisse saldar a dívida. O representante da Legação Portuguesa no Rio de Janeiro anotou que "em todos os navios provenientes do Porto e dos Açores se exportam para aqui duzentas e mais pessoas tanto dum como d'outro sexo com as quais se trafica a sua chegada como se fossem africanos". Era a denominada "escravidão branca", denunciada na época devido às condições péssimas a que eram submetidos esses imigrantes.
Aliciados principalmente nas Ilhas dos Açores, esses trabalhadores agrícolas eram mandados para fazendas de café para trabalhar sob o sistema de parceria. Esse sistema foi usado no interior da província de São Paulo, onde colonos suíços e alemães já estavam engajados como trabalhadores. Porém, em 1857, uma rebelião contra a exploração nas fazendas, ocorrida em Ibicaba, liderada pelo imigrante suíço-alemão Thomas Davatz, repercutiu na Europa Central, o que estimulou a adoção de medidas restritivas dos Estados Alemães e da França contra a vinda de mais imigrantes para o Brasil. O governo português, porém, era frequentemente acusado de tratar com "indiferença" as notícias e reclamações de exploração de cidadãos portugueses em fazendas de café. Os açorianos não foram escravizados no Brasil, mas o convívio de assalariados com escravos tornou inevitável a associação entre escravidão e as precárias condições a que eram submetidos esses imigrantes.
A imigração portuguesa para o Brasil, na primeira metade do século XIX, foi bastante reduzida, quando comparada àquela ocorrida no século anterior, devido à expansão da economia mineradora, e à imigração em massa que aconteceria após 1850. Porém, foi notável a presença de jovens caixeiros, filhos segundos ou terceiros de lavradores mais abastados do Minho, que eram mandados para a Bahia ou para o Rio de Janeiro, empregando-se em casas comerciais de compatriotas, que controlavam o comércio brasileiro. Esses caixeiros portugueses, que dificilmente se assemelhavam ao elemento colonizador de outrora, acabaram sofrendo com o discurso antilusitano que viria a crescer após a independência.

#### Segunda metade do século XIX
Até meados do século XIX, Portugal apresentava resultados econômicos comparáveis aos países mais industrializados da Europa; porém, a partir da segunda metade desse século, a economia portuguesa passou a não crescer tão rapidamente como o resto da Europa e, no final do século, o país havia se tornado um dos mais pobres do continente. Esse atraso relativo teve diversas causas: graves problemas na distribuição de terra afetou a capacidade da agricultura portuguesa de modernizar-se rapidamente, principalmente no norte densamente povoado, onde os minifúndios predominavam. A importante indústria vinícola de Portugal era moderna, porém limitava-se a apenas esse setor e mostrava-se incapaz de expandir-se para novos mercados internacionais. Embora a indústria local tenha crescido durante o século XIX, ela era superprotegida e relativamente ineficiente e, portanto, incapaz de preencher a lacuna deixada pela agricultura. As altas taxas de natalidade (acima de trinta por mil) e uma taxa de mortalidade em declínio garantiam um rápido crescimento da população portuguesa. Assim, o crescimento populacional ultrapassou a capacidade da economia em fornecer sustento e as pressões resultantes sobre os recursos criaram uma crise que só poderia ser resolvida pela emigração da população predominantemente rural. Isso fez com que Portugal fosse, nos séculos XIX e XX, o país europeu, depois da Irlanda, mais afetado pela perda de população pela emigração. Estima-se que, entre 1886 e 1959, a migração legal absorveu pelo menos 50% do excesso de nascimentos sobre mortes em Portugal, e que em períodos de migração muito intensa (como 1912-13, 1918-20 e 1966-72), a população residente em Portugal registrou taxas de crescimento negativas. O Brasil foi o principal destino desses emigrantes portugueses. Dos 1.306.501 portugueses que emigraram entre 1855 e 1914, 78% eram do continente e, destes, 1,3 milhão ou 82% emigraram para o Brasil, 15% para os Estados Unidos e 2% para a Argentina.

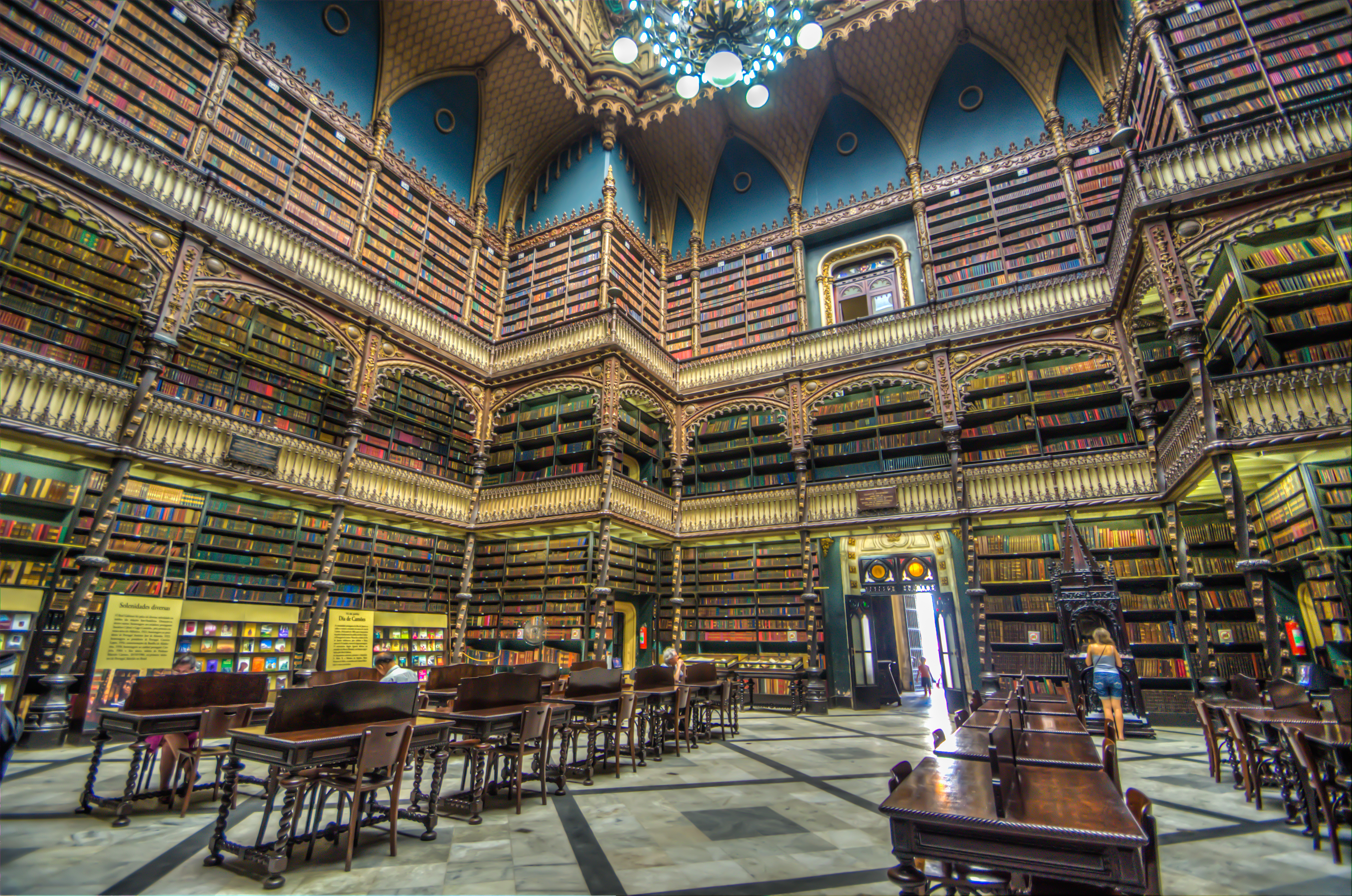
Interior do Real Gabinete Português de Leitura, no Rio de Janeiro, instituição fundada por imigrantes portugueses, no século XIX.

Com a crise econômica e o crescimento demográfico em Portugal, um número cada vez maior de camponeses não encontrava trabalho. Ao mesmo tempo, os mitos de fortuna fácil no Brasil, resquícios do período colonial, ainda persistiam nas regiões agrárias de Portugal, fatores que estimularam uma crescente imigração. Nas décadas de 1830 e 1840, a classe política em ascensão, composta por proprietários de fazendas de café, não estimularam a imigração. Pelo contrário, o Império brasileiro ainda apostou no trabalho escravo nas décadas seguintes. Em consequência, a entrada de escravos africanos no Brasil atingiu seu ápice, com médias anuais entre 40 e 50 mil indivíduos. Até o começo da década de 1840, a vinda de imigrantes para o Brasil se limitou a iniciativas pontuais de introdução de colonos nas províncias do Sul, onde os portugueses foram excluídos; ao desembarque de agricultores contratados para trabalharem nas fazendas de café em Minas Gerais, São Paulo e Rio de Janeiro e à imigração espontânea de estrangeiros para cidades portuárias, onde os portugueses formavam o grupo estrangeiro mais numeroso.
A Lei de Terras, de 1850, teve grande influência nas características que iria assumir a imigração portuguesa no Brasil. Essa lei determinou que a única forma de acesso à terra seria por meio da compra e não da simples posse, como ocorria desde os tempos coloniais. A consequência imediata foi que os imigrantes recém-chegados passaram a ter grande dificuldade quanto ao acesso à propriedade rural. A Lei de Terras constituiu um grande obstáculo ao desenvolvimento da pequena propriedade agrícola no Brasil do século XIX, impedindo a democratização do solo. A lei, portanto, favoreceu a persistência do sistema do latifúndio, ao invés da pequena propriedade. Em 1850, o tráfico de escravos também foi abolido no Brasil, o que diminuiu drasticamente as ofertas de mão de obra nas lavouras de café. Ao mesmo tempo, a imigração europeia estava estagnada, pois o Brasil tinha dificuldades em atrair imigrantes, uma vez que as péssimas condições que encontravam os estrangeiros no país repercutiam nos portos de origem, desestimulando novas migrações. Em 1855, numa sessão de abertura do Parlamento do Império, o imperador D. Pedro II chegou a dizer que o futuro do Brasil dependia "essencialmente da colonização estrangeira". Porém, três anos depois, o imperador admitia que "a colonização tem sofrido tropeços". Nos portos da Europa assistia-se à partida em massa de europeus para os Estados Unidos, país que facilitava o acesso à terra por parte dos estrangeiros, enquanto a imigração para o Brasil minguava, sendo que os portugueses eram os únicos imigrantes que chegavam em quantidades apreciáveis.
A Lei de Terras foi um marco, uma vez que empurrou o fluxo migratório português em direção às cidades brasileiras. Mesmo aqueles camponeses que chegavam com o intuito de se tornarem agricultores, logo após o desembarque desistiam e partiam para as vilas e centros urbanos. Apesar disso, o engajamento de açorianos e portugueses do continente para trabalharem nas plantações de café continuou. O sistema de parceria se arruinou, sobretudo após a rebelião dos colonos suíços e alemães na década de 1850. Ele foi substituído pelo enganchamento, no qual o imigrante se comprometia a trabalhar para o fazendeiro por um período de tempo, em média de um a dois anos, em troca do valor da passagem de navio paga por ele. Depois, estava livre para trabalhar no que quisesse. Esse sistema, embora mais vantajoso que a parceria, também recebia reclamações de equiparação ao elemento servil.
O enganchamento, originalmente usado na lavoura cafeeira, foi copiado nas ocupações citadinas e se expandiu na fase de declínio da escravatura. Assim, os portugueses passaram a exercer serviços subalternos ou domésticos, antes exercidos pelos escravos de ganho, embora também houvesse portugueses em posições de destaque e prestígio, sendo muito diversas suas áreas de atuação. A partir da década de 1870, se verifica uma crescente presença portuguesa além da histórica imigração para o Rio de Janeiro. Núcleos portugueses passaram a se formar em pequenas localidades no Oeste de São Paulo e no Sul de Minas Gerais, em cidades e vilarejos que cresciam com a expansão da economia do café, assim como nos centros urbanos no Norte, onde havia uma importante comunidade de comerciantes lusos. No Sul do Brasil, que assistia à expansão de colônias agrícolas a partir dos anos 1870, os portugueses não se fizeram presentes, pois os núcleos coloniais quase sempre eram destinados a alemães, italianos e a outros europeus.
A imigração portuguesa para o Brasil cresceu no fim do Império e ganhou fôlego com a Abolição da Escravatura (1888). Neste ano entraram no Brasil 132 mil estrangeiros, na maioria italianos, e foi o marco inicial do período que grandes levas de imigrantes desembarcaram nos portos brasileiros. A média anual de entradas de portugueses ficou em 20 mil indivíduos até 1898. O crescente fluxo migratório português foi um reflexo da instabilidade política e econômica em Portugal. O destino principal continuou a ser o Rio de Janeiro, seguido por São Paulo, que enriquecia devido à produção cafeeira. Minas Gerais, que também enriquecia com o café e Pará e Amazonas, que estavam no auge da exploração da borracha, apareciam como destinos secundários, mas importantes.
Entre 1888 e 1898 entraram no Brasil quase 1,4 milhão de imigrantes, sendo os italianos os mais numerosos, com quase 800 mil indivíduos, ou 59,6% do total. Em seguida, apareciam os portugueses, com quase 242 mil indivíduos, ou 18%. Com a entrada do século XX, os portugueses passaram os italianos e se tornaram, novamente, o grupo imigrante que mais desembarcou no Brasil.

#### Primeira metade do século XX

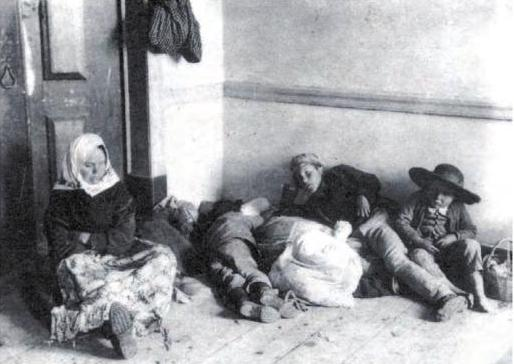
Portugueses à espera do navio para o Brasil, no início do século XX.

No começo do século XX, o Brasil continuou a receber grandes levas de imigrantes, com destaque para três grupos: portugueses, italianos e espanhóis. A imigração italiana, porém, sofreu uma grande queda, o que abriu espaço para os portugueses. De fato, do início do século até a eclosão da I Guerra Mundial, a imigração portuguesa no Brasil alcançou seu ápice histórico. Nunca antes em quatrocentos anos de História chegaram tantos portugueses ao Brasil. Entre 1904 e 1915 entraram no Brasil 427 725 imigrantes portugueses, sendo que 200 mil entraram somente nos três anos antecedentes ao início da guerra. A superprodução do café em 1906 forçou o governo brasileiro a comprar as safras excedentes e a estocá-las, o que provocou a queda no valor do produto e a uma crise. Isso empurrou de novo a imigração portuguesa para os centros urbanos, reforçando a sua presença citadina.
No início do século XX, Portugal era um dos países mais pobres da Europa Ocidental. Em 1913, o PIB per capita de Portugal era equivalente a cerca de 36% do PIB per capita médio de 16 países da Europa Ocidental, e a cerca de 1/4 do PIB per capita da Grã-Bretanha. Portugal ficou de fora do processo de industrialização que se alastrava pela Europa no início do século XX. Mantendo-se essencialmente agrícola, a economia portuguesa não conseguia absorver o grande número de pessoas libertas das atividades agrícolas e de subsistência, resultando numa massa numerosa de trabalhadores que não encontrava trabalho nem no campo, nem na indústria. Em consequência, a emigração para o Brasil aparecia como a única alternativa viável. Somado a isso, perseguições políticas, a ausência de liberdade de expressão e, sobretudo, o serviço militar obrigatório de longos seis a sete anos eram também razões que pesavam na hora de decidir abandonar Portugal. O governo português não restringia nem estimulava a emigração. Via-a como sendo parcialmente necessária, vez que a remessa de divisas que os imigrantes mandavam para seus familiares que ficaram em Portugal se tornou essencial para o equilíbrio do balanço de pagamentos e da saúde financeira do Estado português.

O Brasil também era um país pobre, mesmo em comparação com outros países da América Latina, tendo um PIB per capita inferior à metade da média dos sete maiores países da região. Em 1913, o PIB per capita brasileiro equivalia a 23% do da Argentina, a 31% do Chile, e a somente 54% do PIB per capita médio da América Latina. O Brasil era inclusive mais pobre que Portugal (em 1913, o PIB per capita brasileiro equivalia a cerca de 2/3 do português), porém a situação econômica era um pouco melhor no Rio de Janeiro e em São Paulo, onde os salários tendiam a ser maiores que em Portugal, e não por acaso a maioria dos imigrantes portugueses optava por esses dois estados. Em 1907, de um total de 3.250 estabelecimentos industriais no Brasil, o Rio de Janeiro respondia por 30% do valor da produção e São Paulo por 16%.  A diferença salarial entre Portugal e o Brasil, em particular no Rio de Janeiro e em São Paulo (favorecida por uma taxa de câmbio desfavorável a Portugal), somado ao trabalho exaustivo a que se submetiam muitos imigrantes portugueses, sem direitos a grandes luxos e gastos, possibilitaram-lhes o acúmulo de poupança, no longo prazo. Segundo Costa Leite:
| “ | "Utilizando uma equivalência em libras [...] os salários no Rio de Janeiro podiam multiplicar por três ou quatro os salários portugueses. Mesmo considerando os gastos acrescidos de alojamento e alimentação, um trabalhador português que exercesse no Brasil a mesma profissão que tinha em Portugal podia, depois de pagas as suas despesas, obter uma poupança equivalente ao total do salário português. Essa elevada capacidade de poupança atraía muitos e/imigrantes portugueses, mesmo aqueles que, com trinta ou quarenta anos, dificilmente pensariam em mudar de profissão ou estabelecer seu próprio negócio". | ” |

A tabela a seguir apresenta o número de nascidos em Portugal residentes no Brasil, no ano de 1929. Nota-se a grande concentração nos estados do Rio de Janeiro e de São Paulo:
População nascida em Portugal, no Brasil, em 1929
| Estado              | População portuguesa |
| ------------------- | -------------------- |
| Rio de Janeiro      | 303 861              |
| São Paulo           | 281 418              |
| Minas Gerais        | 20 050               |
| Pará                | 15 631               |
| Rio Grande do Sul   | 9 324                |
| Amazonas            | 8 376                |
| Pernambuco          | 5 289                |
| Bahia               | 3 679                |
| Paraná              | 1 998                |
| Espírito Santo      | 1 900                |
| Mato Grosso         | 1 572                |
| Maranhão            | 587                  |
| Santa Catarina      | 556                  |
| Goiás               | 334                  |
| Ceará               | 325                  |
| Alagoas             | 260                  |
| Paraíba             | 144                  |
| Sergipe             | 137                  |
| Rio Grande do Norte | 89                   |
| Piauí               | 72                   |
| Total               | 655 706              |

Após a I Guerra Mundial, iniciou-se um novo período de forte atração imigratória, com picos entre 1926 e 1929, quando foram registradas entradas médias anuais de 38 mil portugueses no Brasil. Entre 1919 e 1930 entraram no Brasil 337 723 portugueses, 35,7% dos imigrantes, bem a frente do segundo lugar, os italianos, com 116 211 imigrantes, ou 12,3%. A partir de 1930, o governo brasileiro passou a dar preferência ao trabalhador nacional e iniciou diversas medidas para diminuir o fluxo migratório. O governo de Getúlio Vargas era marcadamente nacionalista. Em 12 de dezembro de 1930, um mês após assumir o governo, Vargas suspendeu por um ano a concessão de vistos para passageiros de terceira classe no Brasil, sendo que quase todos os imigrantes eram passageiros dessa classe. A posterior lei de cotas foi a medida mais dura para o controle de imigrantes. O Decreto-lei nº 406/1938, de forma inédita, concedeu ao governo o “direito de limitar ou suspender, por motivos econômicos ou sociais, a entrada de indivíduos de determinadas raças ou origens, ouvido o Conselho de Imigração e Colonização”.
Segundo Nuno Simões, em 1935, os portugueses residentes no Brasil distribuíam-se da seguinte forma, quanto às ocupações:
| Comércio    | 71.496  |
| Indústria   | 55.288  |
| Agricultura | 28.231  |
| Marítimos   | 64      |
| Diversos    | 327.624 |
| Total       | 482.703 |

Nota-se o relativo baixo número de portugueses envolvidos com a agricultura no Brasil, numa época em que a população brasileira era predominantemente rural. Isso ocorria porque a maior parte da imigração portuguesa para o Brasil não foi subsidiada pelo governo brasileiro, como foi o caso da italiana. A maioria dos portugueses chegou ao Brasil pagando suas próprias despesas. Menos de um quarto dos imigrantes portugueses que chegaram no século XIX eram subsidiados e essa proporção foi ainda menor depois de 1900, quando a imigração atingiu o pico. A maior parte da imigração subsidiada era destinada a fornecer mão de obra para as atividades agrícolas, predominantemente para as fazendas de café de São Paulo e, em menor número, para as colônias agrícolas. Naquela época, o acesso à propriedade rural no Brasil era muito difícil. Como ensinou Maria Lobo:
| “ | De fato, as concessões de terras nas colônias no Brasil eram precárias, havia demora nas demarcações dos terrenos e nos registros dos títulos de propriedade e proibição de cultivos de exportações em certos casos. A maioria da mão-de-obra imigrante agrícola ia para fazendas de café em São Paulo, ficando sujeita aos problemas já assinalados. Na realidade, o projeto de colonização, de criar uma categoria de camponeses independentes produtores de gêneros alimentícios destinados aos centros urbanos, em termos gerais, fracassou, restringindo-se seu sucesso a algumas regiões do sul. | ” |

Nesse contexto, os imigrantes portugueses, mais do que qualquer outro grupo, optavam preferencialmente por se instalar nos centros urbanos, mesmo aqueles que eram agricultores em Portugal.  O Rio de Janeiro, que era a capital, principal porto, maior centro bancário e comercial e cidade pioneira da industrialização brasileira, atraía a maior parte dos imigrantes lusos. Os portugueses que chegavam ao Brasil eram predominantemente de origem camponesa, mas já estavam semiproletarizados, porquanto também já trabalhavam em atividades artesanais, manufatureiras e industriais nas cidades próximas em que moravam em Portugal. Uma parte considerável dos imigrantes era composta por artesãos, caixeiros e operários já sem conexões com a agricultura. Um número muito pequeno era de profissionais liberais e artistas. Naquela época, os salários urbanos no Rio de Janeiro eram, em geral, maiores que em Portugal, em virtude do processo de industrialização que começava na então capital brasileira. De acordo com o censo de 1890, as atividades manufatureiras ocupavam 48.681 pessoas na cidade. Em 1905, 14.240 têxteis trabalhavam no Rio de Janeiro, contra 6.269 em São Paulo e 3.092 em Minas Gerais. Em 1906, os portugueses constituíam 1/5 da população da cidade do Rio de Janeiro e  metade da mão de obra ativa da cidade.

#### Segunda metade do século XX
Nas décadas de 1930 e de 1940, ocorreram os primeiros sinais de declínio da imigração portuguesa para o Brasil, por diversos motivos: o Estado Novo de Getúlio Vargas adotou uma política antiemigratória; em Portugal ocorreu desenvolvimento industrial, houve queda na taxa de natalidade e envelhecimento da população; houve crise econômica internacional nos anos trinta, bem como a Segunda Guerra Mundial afetou as viagens marítimas. Com a Resolução nº 34/1939, os portugueses foram excluídos da cota de imigração que afetou todas as outras nacionalidades. O favorecimento concedido aos imigrantes portugueses foi reforçado pelo Decreto-lei nº 3 175/1941, que suspendeu a concessão de vistos temporários e permanentes, mas estabeleceu exceção aos portugueses e nacionais de países das Américas. Esse decreto vigorou até 1945 e, na época, o Ministério da Justiça e Negócios Interiores estabeleceu as exceções na emissão de vistos, dando certa discricionariedade, a fim de admitir somente os imigrantes considerados “desejáveis” ao país. Nesse sentido, os portugueses, por serem brancos e católicos, eram favorecidos. A Constituição de 1946 aumentou ainda mais o status privilegiado dos portugueses, porquanto a sua naturalização passou a exigir somente a residência por um ano, idoneidade moral e sanidade física (para os outros imigrantes, se exigiam dez anos de residência).
Na década de 1950, ocorreu um breve aumento da imigração portuguesa para o Brasil. Só entre 1951 e 1960, entraram no Brasil 235 635 portugueses. A retomada da imigração em larga escala animou a relação entre os dois países, que assinaram, em 1953, o Tratado de Amizade e Consulta. Todavia, a partir da década de 1960, cada vez menos portugueses emigraram para o Brasil e um número maior passou a emigrar para outros países da Europa, em particular para a França e para a Alemanha. Entre 1960 e 1967, 62% dos emigrantes portugueses optaram pela França, onde a economia se desenvolvia. Entre 1961 e 1967, o número de portugueses que emigraram para o Brasil ficou reduzido a 54 767 indivíduos. Isso foi resultado de uma nova conjuntura econômica mundial. A economia de certos países europeus crescia no pós-Segunda Guerra Mundial, necessitando de uma grande quantidade de mão de obra. Países mais pobres da Europa, como Portugal, passaram a ser grandes fornecedores de mão de obra para esses países, como França, Alemanha e Suíça. Por sua vez, o Brasil encontrava-se num cenário de incertezas. A ditadura militar brasileira, instaurada em 1964, tornou  mais  restritiva a entrada de imigrantes no país. O  elevado crescimento econômico entre 1969 e 1973, conhecido como Milagre econômico brasileiro, foi suprido com mão de obra brasileira. Na década de 1980, a economia brasileira entrou num processo de decadência (conhecido como década perdida), e o Brasil, que antes recebia imigrantes, passou a ser um país de onde as pessoas saíam, em número cada vez maior, para morar em outros países. Enquanto isso, Portugal reforçava os seus laços econômicos com o resto da Europa, com reflexos na melhoria de vida da população portuguesa. Ademais, o declínio dos índices de fecundidade intensificou o processo de envelhecimento da população portuguesa, o que diminuiu ainda mais os candidatos à emigração para o Brasil. Todos esses fatores levaram ao fim da histórica imigração em massa de portugueses para as terras brasileiras.

#### Características econômicas e sociais dos imigrantes
A partir da metade do século XIX, a imigração portuguesa no Brasil tomou caráter majoritariamente urbano. O perfil do imigrante português também se alterou: antes, a maioria era composta por homens solteiros. A partir do final do século XIX, as mulheres portuguesas também chegaram ao Brasil em número expressivo. As crianças menores de 14 anos eram cerca de 20% dos imigrantes.pg.73 A despeito disso, os homens solteiros e adultos, que chegavam sozinhos, sem família, continuaram a predominar entre os imigrantes portugueses no Brasil. Em 1920, viviam na cidade do Rio de Janeiro 172.338 portugueses, dos quais 117.604 eram homens e 54.734 eram mulheres. De maneira geral, os imigrantes espontâneos eram predominantemente homens que chegavam sozinhos ao Brasil, ao passo que os imigrantes subsidiados tendiam a chegar em núcleos familiares. Como a maioria dos imigrantes portugueses eram espontâneos, predominou o primeiro perfil.

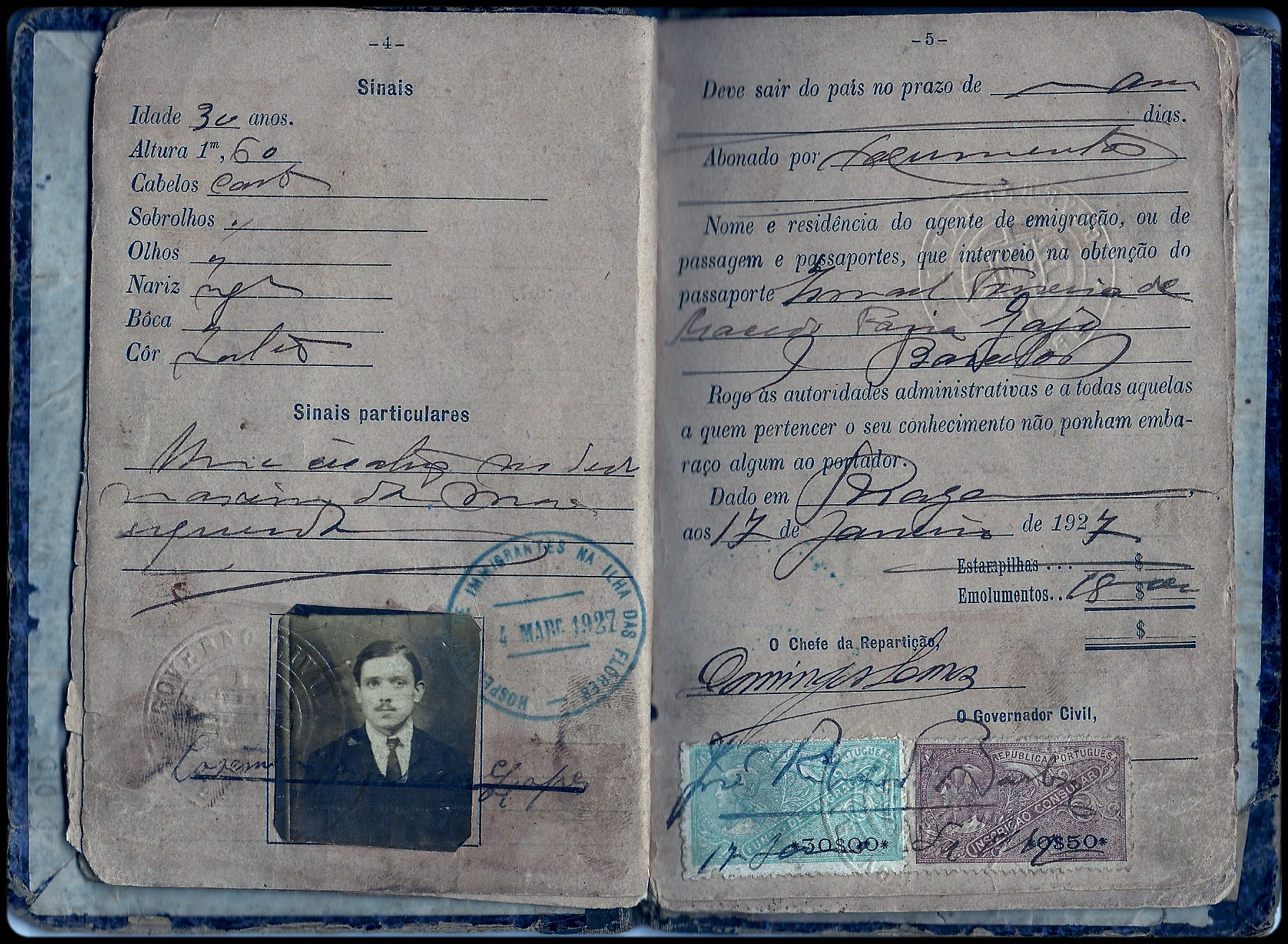
Passaporte de um imigrante português, de 1927

Não existe consenso acerca da condição econômica predominante dos imigrantes portugueses que chegaram ao Brasil, a partir de finais do século XIX e na primeira metade do século XX. Serrão anotou que "O grosso de tal emigração - uns 75% pelo menos - é constituído por indivíduos populares de condição humilde, paupérrimos e incultos - analfabetos na sua maioria”. Por sua vez, Costa Leite discorda, argumentando que, como a maior parte da imigração portuguesa para o Brasil não foi subsidiada (como foi, por exemplo, a italiana), os portugueses que imigravam para o Brasil tinham que arcar com os gastos da imigração, os quais não eram pequenos (alto custo da viagem transatlântica, que incluía passaporte, fiança militar e passagem de navio), fato que coibia a chegada de imigrantes muito pobres, ao contrário do que ocorria na imigração subsidiada, que proporcionava aos mais pobres a oportunidade de imigrar. Somado a isso, para serem admitidos no Brasil, os portugueses tinham de portar uma “carta de chamada”, que era uma correspondência em que um imigrante já residente no Brasil se responsabilizava materialmente pelo recém-chegado. Também havia portugueses entre os imigrantes subsidiados no Brasil e que foram encaminhados como mão de obra para as fazendas de café; contudo a maioria deles chegou ao Brasil de forma espontânea. Um estudo de 2023 concluiu que os emigrantes portugueses tinham um capital humano mais elevado do que a média da população portuguesa. Ao analisarem-se as taxas de alfabetização de homens e mulheres que emigraram de Portugal entre 1885 e 1930, encontrou-se que os emigrantes eram, em média, 80% mais alfabetizados do que a população portuguesa. Esse estudo conclui que portugueses com maior capital humano podem ter tido grandes incentivos para abandonar um ambiente subdesenvolvido, tentando obter melhores retornos para suas habilidades em outro país, principalmente no Brasil.
No final do século XIX e no início do século XX, tanto Portugal quanto o Brasil tinham populações que sofriam de altos níveis de analfabetismo. Em 1900, 78,6% dos portugueses eram analfabetos e 71% o eram em 1920, enquanto que 82,6% dos brasileiros eram analfabetos em 1890 e 71,2% o eram em 1920. Porém, as taxas de analfabetismo dos imigrantes portugueses no Brasil eram consideravelmente inferiores ao da população portuguesa de origem, bem como ao da população brasileira. Em 1906, 44,3% dos imigrantes portugueses residentes no Rio de Janeiro eram analfabetos. Dos portugueses maiores de sete anos de idade entrados no Brasil pelo porto de Santos, entre 1908 e 1936, 51,8% foram listados como analfabetos. Assim sendo, a emigração de portugueses com um capital humano mais elevado do que a média da população portuguesa, durante os séculos XIX e XX, pode ter tido impactos negativos para o estoque de capital humano de Portugal, no curto e longo prazos.
Após a independência, em 1822, os estados do Rio de Janeiro (sobretudo a capital) e de São Paulo (sobretudo o interior, mas também a capital) receberam a maioria dos imigrantes portugueses que foram para o Brasil. Isso porque eram as regiões de economia mais dinâmica do País, concentrando as ofertas de trabalho. Em Portugal, o comércio era visto como o meio mais eficaz de enriquecimento para quem emigrava, e isso explica por que a maioria dos imigrantes portugueses escolheu a cidade do Rio de Janeiro como o seu principal destino. Naquela época, os salários no Rio de Janeiro eram maiores que em São Paulo e que em Portugal. A imigração para o Rio de Janeiro e São Paulo teve características particulares. Para o primeiro, ocorreu uma imigração portuguesa espontânea, predominantemente masculina, concentrada na capital do estado. Ali, os portugueses disputavam as vagas de trabalho lado a lado com negros e pardos, ou seja, se inseriam no mercado de trabalho de forma similar aos brasileiros, recebendo salários aviltados e se submetendo a longas jornadas de trabalho. Para o estado de São Paulo, por outro lado, foi direcionada uma imigração portuguesa parcialmente subsidiada pelo governo e mais familiar (com expressiva participação feminina).
No Rio de Janeiro, muitos dos portugueses recém-chegados iam trabalhar como caixeiros nos inúmeros armazéns espalhados pela cidade. Os que não conseguiam se tornar caixeiros sobreviviam como pequenos vendedores de rua, vendendo de vassouras a pássaros vivos; trabalhando como estivadores na área portuária ou em diversas outras profissões urbanas.
Em São Paulo, muitos portugueses recém-chegados começavam trabalhando como vendedores ambulantes e com empenho, trabalho e poupança (e também graças ao tino comercial), ascendiam à condição de comerciantes. Os portugueses tiveram grande importância no setor comercial brasileiro e a sua atuação ocorria em diversos tipos de estabelecimentos comerciais: quitandas, mercearias, leiterias, açougues, bares, cafés, botequins, restaurantes, pastelarias, tabernas, hotéis, pensões, casas de cômodos e principalmente padarias e confeitarias. Alguns desses estabelecimentos eram mais simples, outros mais sofisticados. Daí provém um estereótipo tão comum no Brasil acerca do imigrante de Portugal: o "português da padaria". Os portugueses ajudaram a difundir o modelo de padarias hoje existente no Brasil:

| “ | A maior parte dos portugueses do setor comercial trabalhavam arduamente, às vezes em labores brutos (como o de carregar e descarregar cargas). Também as padarias funcionavam 7 dias por semana e por quase 20 horas diárias, oferecendo pão quente desde as 5 horas da manhã. Tais práticas foram difundidas especialmente nas padarias de propriedade dos portugueses, que também inovaram na organização do negócio ao incorporarem vários sócios que se revezavam em diferentes turnos. | ” |

Nas padarias cujo proprietário era português, a maioria dos empregados também era de portugueses, geralmente homens solteiros que moravam nos fundos da padaria, numa espécie de alojamento fornecido pelo proprietário. O alojamento geralmente era precário, sujo e mal arejado, porém os imigrantes conseguiam assim economizar os seus gastos com acomodação, transporte e alimentação. Somado a isso, o patrão conseguia controlar o cotidiano e o horário de trabalho dos empregados, garantindo assiduidade, pontualidade e possibilidade de extensão da jornada de trabalho. Na década de 1970, mais de 85% das padarias de São Paulo eram de propriedade dos portugueses e seus descendentes. Porém, a partir da década de 1980, os descendentes foram perdendo o interesse em continuar no ramo das padarias e, desde então, cada vez menos padarias paulistas estão nas mãos dos portugueses.
Sobre os imigrantes portugueses no Brasil na primeira metade do século XX, Maria Lobo escreveu:
| “ | Os portugueses ocupavam posição de destaque na indústria, no comércio por atacado e no varejo, nos bancos; representavam um mercado consumidor considerável para artigos de exportação lusos, constituíam parte importante da mão-de-obra rural e urbana de algumas regiões do Brasil e eram grandes proprietários de imóveis, sobretudo urbanos. | ” |

#### O mineiro e o brasileiro
Nos séculos XVIII e XIX, o Brasil exerceu verdadeiro fascínio sobre os portugueses. O Brasil tinha a imagem de ser o "eldorado", a terra onde era fácil uma pessoa enriquecer. Grande parte dessa ideia se deve à ação dos mineiros e dos brasileiros em Portugal. O mineiro, no século XVIII, era o português que emigrava para as regiões mineradores de Minas Gerais, fazia fortuna e depois voltava rico para Portugal. O brasileiro de torna-viagem ou, simplesmente, brasileiro, por sua vez, era o português que emigrava para o Brasil no século XIX e voltava enriquecido. As figuras do mineiro e depois do brasileiro faziam parte do imaginário português e foram amplamente retratados na literatura do País. A emigração em massa de portugueses que se deu, no século XVIII, para as regiões mineradoras da colônia e, mais tarde, na virada do século XIX para o XX, em direção ao Rio de Janeiro e a São Paulo se deve, em larga escala, a esse fascínio que os ex-emigrantes criavam na população.
A maioria dos brasileiros não eram pobres antes de emigrar para o Brasil. Os portugueses que emigraram para o Brasil até as últimas décadas do século XIX não estavam entre os indivíduos das camadas mais pobres da população portuguesa. Emigrar para o Brasil exigia despender uma grande quantia de dinheiro, com passaporte, passagem de navio e fiança militar. Portanto, tratava-se de uma migração mais "seletiva", de indivíduos provenientes de famílias que tinham recursos para financiar uma viagem daquele porte. Esses imigrantes mais privilegiados é que tinham melhores condições de fazer fortuna no Brasil e eram sobretudo estes que regressavam ricos para Portugal, aguçando o imaginário popular. Muitas vezes gostavam de mostrar sua riqueza, exibindo sua opulência pelas ruas das cidades. Construíam grandes casas, algumas ainda podem ser vistas atualmente no Norte de Portugal, muitas vezes com tom de verde e amarelo, as cores do Brasil. Porém, a partir das últimas décadas do século XIX e no início do século XX, o perfil do imigrante português mudou completamente. Os pobres passaram a emigrar em massa para o Brasil, sem preparo e instrução, muitas vezes beneficiados por uma imigração subsidiada pelo governo brasileiro. Estes imigrantes chegavam pobres e, quase sempre, permaneciam pobres, engrossando a população de miseráveis no Brasil e procurando ajuda de instituições de caridade para sobreviver.
Não é exagero dizer que grande parte das transformações econômicas que teve Portugal no final do século XIX e início do século XX se devem graças à contribuição econômica desses "novos ricos" retornados do Brasil. Além de admiração, os brasileiros também causavam sentimentos de repulsa, pois alguns o acusavam de voltarem ricos, mas de continuarem ignorantes.
A imagem que os brasileiros causavam na população portuguesa servia para mascarar a realidade que a maioria dos imigrantes portugueses enfrentavam no Brasil. Desde o século XVIII, era comum que os pais portugueses enviassem algum de seus filhos para o Brasil com o objetivo de fazer fortuna e voltar para Portugal, estimulados pela presença dos ex-emigrantes que voltavam ricos. Porém, apenas aqueles imigrantes que haviam conseguido se enriquecer faziam questão de destacar a sua vitória e esbanjar a sua opulência. Os imigrantes que haviam fracassado, por sua vez, tratavam de esconder o seu insucesso. Envergonhados de retornarem pobres, deixavam-se ficar no Brasil e muitas vezes nunca mais voltavam para Portugal. Portanto, no imaginário coletivo português, permaneceu apenas a imagem do imigrante vitorioso, enquanto que o imigrante "perdedor" era ignorado. Isso explica o fato de que, embora muitos imigrantes portugueses no Brasil vivessem na pobreza, a imagem de que o Brasil era o eldorado ainda vigorou por muito tempo no imaginário dos portugueses por meio da ação dos brasileiros de torna-viagem.

#### Privilégios, lusofobia e estereótipos

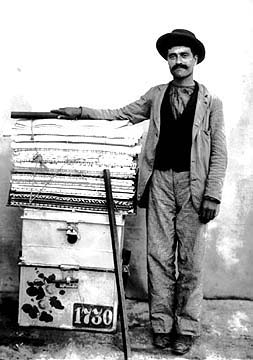
Imigrante português no Rio de Janeiro.

A imigração portuguesa para o Brasil após a independência apresentou uma dualidade. Ao mesmo tempo que a lei brasileira concedia privilégios jurídicos e políticos aos portugueses, eles também enfrentaram violentas perseguições e agressividade por parte dos brasileiros. Na Assembleia Constituinte de 1823, os portugueses residentes no Brasil não foram considerados estrangeiros, desde que concordassem com a independência. Na Era Vargas, o privilégio concedido aos portugueses se evidenciou. A Constituição de 1934 limitou a entrada de estrangeiros de todas as nacionalidades no Brasil, mas em 1938 essa lei foi suspensa apenas para os portugueses. Durante a II Guerra Mundial, o então presidente Getúlio Vargas ordenou que as embaixadas brasileiras na Europa não concedem visto para os judeus, ao mesmo tempo que ele incentivava a entrada livre de portugueses no Brasil, para "garantir o fortalecimento étnico da nação". Após a Guerra, o antropólogo Gilberto Freyre e um grupo de deputados defenderam que os portugueses não deveriam ser considerados estrangeiros no Brasil. Ainda hoje, os portugueses têm tratamento especial dado pela legislação brasileira. A (atual) Constituição Brasileira de 1988, em seu artigo 12, parágrafo 1º, reza que "Aos portugueses com residência permanente no País, se houver reciprocidade em favor dos brasileiros, serão atribuídos os direitos inerentes ao brasileiro, salvo os casos previstos nesta Constituição". Este dispositivo que dá privilégios a uma nacionalidade estrangeira é fato raro no mundo. Por exemplo, na legislação da Argentina não existe nenhum dispositivo que dê tratamento diferenciado aos espanhóis, tampouco a lei dos Estados Unidos beneficia os britânicos. Na América do Sul, apenas na Venezuela há algo semelhante.
Todavia, o tratamento privilegiado que a legislação brasileira deu e ainda dá aos portugueses não necessariamente se refletia no tratamento que os imigrantes receberam do povo brasileiro. A lusofobia e o antilusitanismo estiveram presentes no Brasil, mesmo após a independência. Em alguns momentos esses sentimentos explodiram e desencadearam em verdadeira violência. Após a independência, os imigrantes portugueses passaram a ser vistos como representantes da dominação colonial. "Os portugueses eram identificados como colonizadores, exploradores, que abusavam dos preços e estavam ligados ao ódio racial".
Em 1819, às vésperas da independência, havia poucos portugueses no Brasil. Os nascidos em Portugal perfaziam, no máximo, 40 mil pessoas, menos de 1% da população do Brasil, concentrados no Rio de Janeiro e noutras cidades portuárias. Apesar da sua pequena presença, os portugueses figuravam em posições importantes e tinham preponderância no grande comércio e nos setores administrativos do Estado. Com o processo de independência, o antilusitanismo foi crescendo em várias partes do Brasil e as agressões a portugueses começaram a se alastrar. Em carta de 1822, endereçada a José Bonifácio, Felisberto Gomes Caldeira relatava "o estado de confusão em que se achavam algumas províncias do Norte, onde crescera o ódio contra os portugueses, sendo raro o dia em que algum não era assassinado ou roubado, e não escapando mesmo os brasileiros simpáticos a Portugal". No período que se seguiu à independência, vários conflitos envolvendo brasileiros em oposição a portugueses foram registrados. Os comerciantes portugueses configuraram o alvo preferido dessas agressões. Estes eram frequentemente acusados de serem responsáveis pelas faltas de gêneros, pelas subidas dos preços, além de serem hostilizados por só contratarem caixeiros vindos diretamente de Portugal, supostamente tirando o emprego dos brasileiros. No Maranhão, a Balaiada (1838-39) foi uma revolta dirigida sobretudo contra os comerciantes e proprietários portugueses. Em Pernambuco, os lusos foram transformados em bode-expiatório pela elite local, numa tentativa de canalizar contra os portugueses a forte hostilidade popular que, caso contrário, poderia ser dirigida contra a elite branca local, comprometendo a ordem social.
Porém, foi na província do Mato Grosso que ocorreu o mais violento ataque generalizado contra portugueses no Brasil. Em 30 de maio de 1834, em um episódio conhecido como "A Rusga" ou como "A Noite do Mata Bicudo", devido ao chapéu de abas pontiagudas que alguns lusos utilizavam, dezenas de portugueses foram assassinados em diversas cidades da província. A motivação do massacre foram rumores de que Portugal estava preparando ataques navais ao Brasil e que contaria com a ajuda dos portugueses que viviam na região. Embora fantasiosos, esses rumores desencadearam uma onda de chacinas, com requintes de crueldade, por parte de patriotas exaltados da região, que fizeram uma "verdadeira caçada" aos portugueses, nas palavras do historiador Arthur César Ferreira Reis. Não se sabe quantos portugueses foram massacrados nesse episódio, mas estima-se em algumas dezenas. O discurso lusófobo esteve presente nos diversos movimentos ocorridos após a independência, como na Cabanagem (1835-1837), na Sabinada (1837-1838) e na Revolução Praieira (1848). No Rio de Janeiro, ataques a portugueses aconteciam com certa frequência no início do século XX. Ataques contra portugueses continuaram a ser registrados no Brasil até o fim da década de 1920. Como escreveu José Mendes:
| “ | A lusofobia se fez assim presente por mais de um século [entre o Primeiro Reinado e o fim da Primeira República], em estado manifesto ou de latência, veiculada em preconceitos, galhofa e atos de hostilidade cotidiana. Consequência provável do processo atípico de emancipação, em que o herdeiro dinástico do Reino metropolitano assumiu a liderança da ruptura, possivelmente nenhum outro grupo estrangeiro no Brasil vivenciou tantos ataques por motivações nacionais como os portugueses. | ” |

No período colonial, houve conflitos em que os interesses de "reinós" e "filhos da terra" emergiram. Esses numerosos atritos, que opuseram os habitantes do Brasil à coroa portuguesa ou aos seus representantes não deram origem a qualquer sentimento nacional ou à percepção de antagonismos que opusessem portugueses a brasileiros. Não existia uma efetiva consciência nacional, limitando-se a uma crítica social, como fizera Gregório de Matos. Com a independência, todavia, em nome de uma afirmação da nacionalidade brasileira, a figura do português assume outras características. A imagem estereotipada do imigrante português no Brasil, a partir do século XIX, apresentou duas variáveis: a primeira, do imigrante rico, sobretudo comerciante, que abusava dos preços e explorava os brasileiros economicamente. A segunda era a figura do imigrante pobre, que exercia ofícios urbanos antes destinados aos escravos, os quais o brasileiro, "esperto" e "malandro", recusaria, o que era visto como uma concorrência desleal no mercado de trabalho.
Com a ruptura política com Portugal, foi necessário buscar antagonismos e oposições, remarcando a brasilidade, abrindo espaço para, por exemplo, tentativas nativistas de assumir uma identidade indígena. Foi assim que alguns brasileiros adotaram nomes indígenas ou deram a seus filhos nomes não portugueses. Mais tarde, o indigenismo romântico marcaria essa tentativa artificial de mudança. O português passou a ser, em consequência, aquele contra quem se afirmou a identidade do novo país. Primeiramente, os alvos foram os portugueses ricos, comerciantes e banqueiros e os caixeiros que estes empregavam. A partir do final do século XIX, com a imigração em massa de portugueses pobres, analfabetos e desqualificados para os centros urbanos do Brasil, estes passaram a ser mais visados e estereotipados.

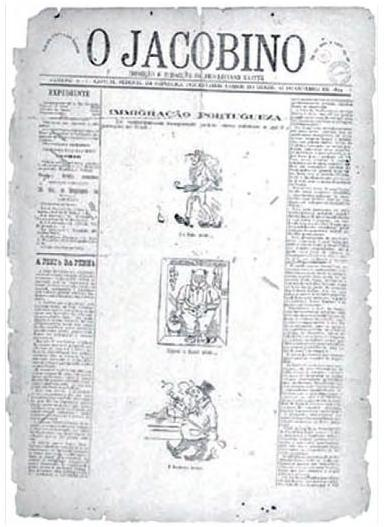
Capa do jornal antiportuguês O Jacobino, de 1894. Na charge o imigrante português é ridicularizado: chega famélico ao Brasil mas, com o tempo, vai se enriquecendo e engordando, às custas da "exploração" dos brasileiros.

Se para a legislação brasileira os portugueses eram considerados praticamente como sendo "brasileiros", eles eram vistos como "estrangeiros" pelo povo brasileiro. Por muito tempo, os portugueses foram os únicos imigrantes a chegar em número significativo ao Brasil, e ser estrangeiro era quase que sinônimo de ser português. A lusofobia era fomentada, em grande parte, pela posição de destaque que os lusitanos continuaram a ocupar no Brasil, mesmo após a independência. Os portugueses concentravam-se nas cidades e grandes centros urbanos, ao contrário de outros imigrantes que tendiam a ficar no campo. Muitos portugueses eram proprietários de imóveis e pensões e dominavam o comércio varejista no Brasil. Em consequência, tinham contato direto com o público e eram vistos com desconfiança pela população. Eram acusados de abusar dos preços, de cobrar aluguéis a preços exorbitantes, de vender seus produtos a preço acima do valor de mercado, sempre suspeitos de estarem pondo água no leite, areia no pão e práticas menos honestas. A lusofobia no Brasil era um reflexo dessa suposta "exploração econômica" que os imigrantes portugueses exerciam sobre os brasileiros. Para muitos brasileiros, era inaceitável que os antigos colonizadores do Brasil continuassem a dominar diversos setores da economia brasileira. Ademais, muitos portugueses tinham participação no movimento operário e no anarquismo sindical, contribuindo para aumentar a intolerância.
A imprensa brasileira, principalmente do Rio de Janeiro, contribuía para difundir estereótipos negativos sobre a comunidade portuguesa. O jornal O Jacobino, que circulou no Rio no início do século XX, era abertamente lusófobo. Os portugueses eram acusados de serem culpados por todas as mazelas do Brasil e eram associados ao atraso da sociedade. O jornal instigava a agressão e a expulsão dos portugueses do território brasileiro. As piadas sobre portugueses e a fama de serem "ignorantes" cresceram durante a República Velha, mas é provável que já existissem antes disso. A imprensa brasileira do início do século XX contribuiu para criar diversos estereótipos negativos sobre os portugueses, sendo que algumas dessas imagens permanecem no imaginário brasileiro até hoje.
A tensão entre Brasil e Portugal atingiu seu ápice no governo de Floriano Peixoto, na década de 1890. Naquela altura, o Brasil passava por uma grave crise financeira, fruto da desastrosa política econômica do encilhamento, adotada por Rui Barbosa. Nesse contexto, a inflação alcançou altos níveis, gerando grande insatisfação popular. O governo de Floriano, para evitar ser o alvo do descontentamento da população, adotou uma retórica abertamente lusófoba, uma vez que culpava os comerciantes portugueses pela alta da inflação. Foi nessa esteira que surgiu o movimento republicano dos jacobinos no Brasil, fortemente marcado pelo antilusitanismo, apontando a colonização portuguesa e a comunidade portuguesa como sendo culpadas pelo atraso do Brasil. Para os jacobinos, os portugueses representavam o atraso, o Antigo Regime, a monarquia que desprezavam. Com o advento da Revolta da Armada, a crise entre Brasil e Portugal foi agravada. Portugal ofereceu-se para mediar o conflito, o que foi negado pelo Brasil. Posteriormente, os revoltosos obtiveram asilo em navios de guerra portugueses ancorados no Rio de Janeiro, o que enfureceu o governo brasileiro. Durante a revolta, o antilusitanismo atingiu seu ápice, pois a comunidade portuguesa era acusada de ter financiado os revoltosos. Em 13 de maio de 1894, Floriano Peixoto decidiu romper relações diplomáticas com Portugal, a qual foi reatada no ano seguinte. Segundo Maria Lobo:
| “ | Um segmento importante dos jacobinos era constituído por servidores públicos, brasileiros, revoltados com a recente lei de naturalização que oferecera a cidadania aos residentes estrangeiros, tornando o serviço público atraente para os portugueses. Outro segmento compunha-se de comerciantes brasileiros. | ” |

Segundo a professora de História Ibérica da USP Ana Paula Torres Megiani, "Desde o século XIX, todas as vezes que o Brasil passa por uma crise, política ou econômica, alguém sempre se lembra de culpar os portugueses do passado pelos nossos erros do presente". Em 2015, o ex-presidente da república Luiz Inácio Lula da Silva afirmou que os problemas do sistema educacional do Brasil eram culpa dos colonizadores portugueses, que não haviam investido em educação durante a colonização. A declaração de Lula gerou uma forte reação da imprensa portuguesa.

## Regiões de origem dos imigrantes
Historicamente, os portugueses que partiam para o Brasil eram majoritariamente oriundos da região norte de Portugal. No século XVI, quase metade dos portugueses processados pela Inquisição, em Pernambuco e na Bahia, eram originários do Minho e 15% de Lisboa. Analisando a origem dos comerciantes portugueses radicados em Minas Gerais no século XVIII, a historiadora Júnia Furtado constatou que 74,4% eram oriundos do Norte português. Iraci del Nero, ao levantar dados sobre a população portuguesa radicada em Vila Rica (atual Ouro Preto), constatou que 68,1% provinha do Norte de Portugal. Analisando a população inventariada em Minas entre 1750 e 1779, Carla Almeida descobriu que 89% dos homens portugueses eram naturais das províncias do norte e 11% provenientes da região central do país e nenhum do sul. Em 1801, em São Paulo, 45% dos homens portugueses provinham do Minho, 20% dos Açores e 16% de Lisboa. Além dos nortenhos, um fluxo notável de colonos provinham das ilhas atlânticas da Madeira e dos Açores.

A Região Norte de Portugal, de onde veio a maioria dos colonos e imigrantes portugueses para o Brasil.

Mais de um século e meio depois, no início do século XX, a imigração portuguesa para o Brasil continuava predominantemente oriunda do Norte português e adjacências, nomeadamente Trás-os-Montes, Minho, Douro Litoral, Beira Alta, Beira Litoral e Estremadura, com oscilações de predominância entre estas regiões ao longo do tempo.
O Noroeste português foi o que mais forneceu imigrantes para o Brasil, em especial o Minho (que corresponde aos actuais distritos de Braga e Viana do Castelo). O Sul de Portugal era dominado por latifúndios e grandes propriedades rurais. No Norte, por sua vez, predominavam pequenas propriedades agrícolas. Portanto, quem não adquiria um pedaço de terra estava fadado à pobreza. Sendo a região do Minho a mais densamente povoada de Portugal, formou com o Brasil Colônia - e sucessivamente com o Brasil Imperial e com a República - uma ampla rede de migrações. Sucessivas gerações de portugueses nascidos no Minho emigraram para o Brasil. Isso servia para se ter um equilíbrio entre a escassez de recursos, o crescimento constante da população e a falta de terras. Assim, famílias minhotas incentivavam a emigração periódica de seus filhos para o Brasil como forma de não sobrecarregar a economia baseada na pequena propriedade rural. Esses portugueses encaminhados para o Brasil tinham um perfil típico: do sexo masculino, bastante jovens, muitos deles quase crianças, enviados para o Brasil pelas mãos de algum parente ou padrinho. Além de ajudar a economia local, a emigração desses jovens para o Brasil também lhes era benéfica para os fazer escapar de "uma existência limitada por padrões de vida numa sociedade empobrecida, mesquinha e conservadora", nas palavras da historiadora Ana Silvia Scott.
Os dados sobre os imigrantes mostram que os trabalhadores agrícolas sem terra formavam o grupo mais numeroso de imigrantes que partiam para o Brasil, correspondendo a 50,3% e a 33,6% dos que chegaram nos anos de 1906 e 1913, respectivamente. Também foi significativa a emigração de proprietários rurais (10,6% em 1906), chegando a 31,7% em 1913. Também foi expressiva a migração de artesões portugueses, correspondendo a 15,8% em 1906 e a 13,8% em 1913. Curioso é que foram poucos os imigrantes que eram comerciantes antes de emigrar, somando apenas 1,7% em 1906 e 1,6% em 1913, embora depois que chegaram ao Brasil, muitos dos portugueses se tornaram comerciantes.

## Sexualidade e padrões de miscigenação

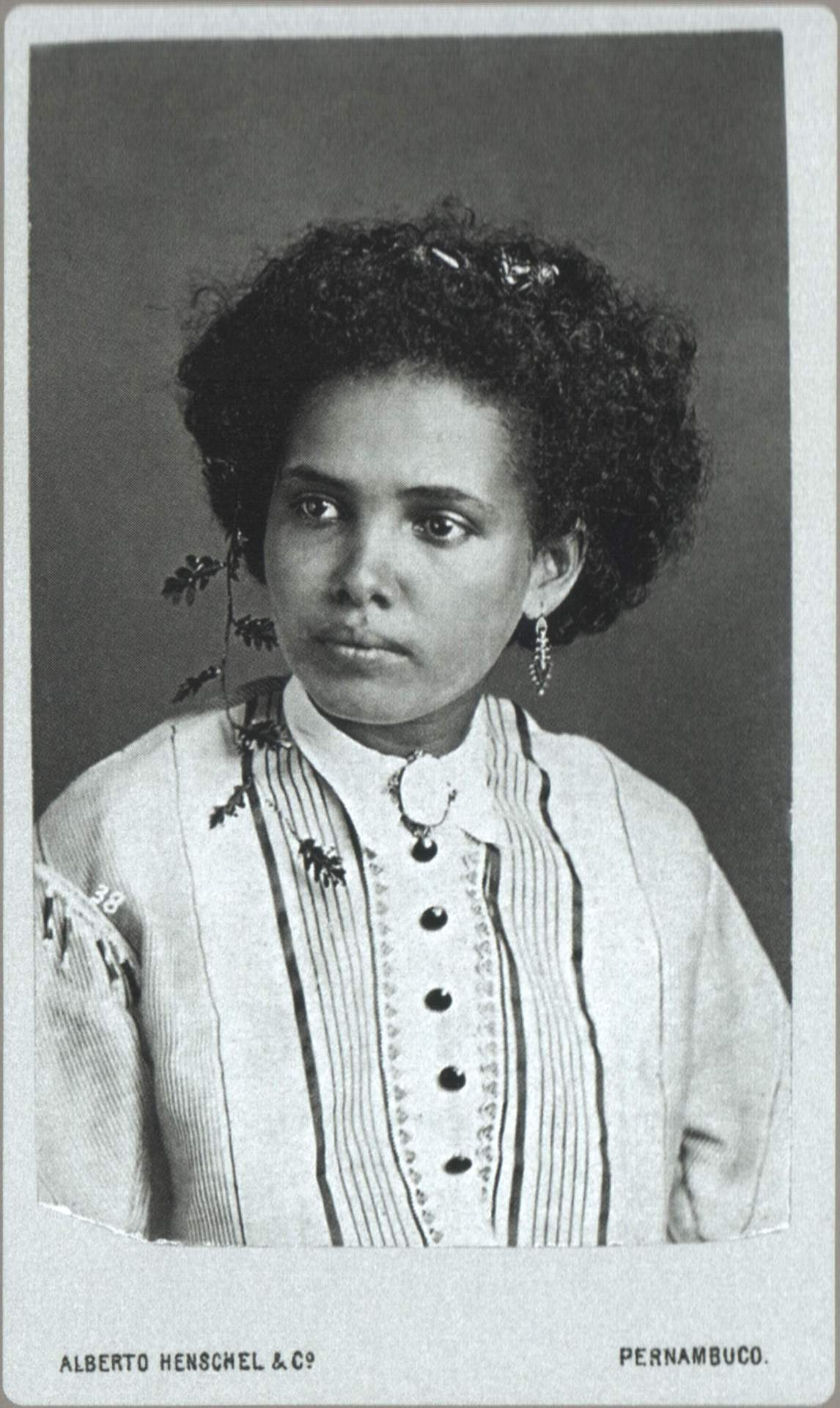
Moça mulata fotografada por Alberto Henschel. A miscigenação entre portugueses e africanas foi frequente desde o início da escravidão.

A imigração portuguesa para o Brasil foi historicamente um fenômeno predominantemente masculino. Desde o início da colonização, a proporção de homens portugueses no Brasil era bem maior que a de mulheres. Para o período colonial, há poucos dados numéricos disponíveis sobre a discrepância na razão sexual. No primeiro censo realizado no Brasil, de 1872, já no período imperial, foram contabilizados 121 216 portugueses, dos quais 100 238 eram homens (83%) e 20 978 eram mulheres (17%). No censo de 1920, já na Primeira República, a proporção de mulheres portuguesas cresceu, mas continuou ainda bem inferior à dos homens: 433 577 portugueses, sendo que 291 198 eram homens (67%) e 142 379 eram mulheres (33%). A exceção à regra parece ter sido a imigração de açorianos e madeirenses para o Brasil, na qual a proporção de mulheres era bastante elevada.
Em Portugal não havia escolas para meninas, apenas recolhimentos que visavam ao ensino de afazeres domésticos. Na mentalidade portuguesa da Idade Moderna, a instrução feminina era considerada algo supérfluo e mesmo perigoso. Para eles, as mulheres só serviam como reprodutoras, como objeto de posse e de poder. Ao chegarem ao Brasil, os colonos portugueses se depararam com uma população indígena livre dos conceitos impostos pela Igreja Católica. Para as mulheres indígenas, o sexo era algo natural, longe de possuir a conotação de sujeira e pecado que existia na mentalidade europeia. Na descrição do jesuíta José de Anchieta, as indígenas "não se negavam a ninguém". Em um ambiente onde a Igreja ainda não tinha força, os colonos portugueses passaram a exercer uma "sexualidade desenfreada", unindo-se a várias mulheres indígenas ao mesmo tempo e gerando filhos mestiços. A situação fora dos padrões europeus horrorizava os jesuítas. Em carta ao rei de Portugal, Manuel da Nóbrega pedia ao monarca português que enviasse ao Brasil mulheres portuguesas, “muitas e quaisquer delas” e acrescentava: "Vossa Alteza mande muitas órfãs e se não houver muitas venham de mistura delas e quaisquer, porque são tão desejadas as mulheres brancas cá, que quaisquer farão cá muito bem a terra".
Para o jesuíta Manuel da Nóbrega, até as prostitutas portuguesas eram bem-vindas no Brasil: "Se El-Rei determina povoar mais esta terra, é necessário que venham muitas mulheres órfãs e de toda qualidade até meretrizes, porque há aqui várias qualidades de homens; e os bons e os ricos casarão com as órfãs; e deste modo se evitarão pecados e aumentará a população no serviço de Deus" escreveu o religioso para o rei de Portugal. Aliás, a transferência de prostitutas portuguesas para o Brasil é historicamente documentada. No século XVIII, em São Paulo, "contanto que não sejam velhas e doentes e incapazes de poder se casar" se falava em atrair meretrizes do Reino para a região. Já no século XIX, autoridades lusas denunciavam o fluxo de mulheres portuguesas no Brasil, que muitas vezes vinham enganadas com promessa de trabalho e acabavam na prostituição.
Para Nóbrega, a falta de mulheres brancas na colônia é que acarretava no comportamento sexual desregrado dos colonos. A Igreja tentava "moralizar" os costumes dos colonos e o rei pretendia aumentar a população "branca dominante". Além de enviar degredados à colônia para explorarem produtos que poderiam dar lucro para Portugal, o rei também enviou as tais mulheres portuguesas, que eram órfãs, ladras, prostitutas, assassinas, alcoólatras, entre outras. As que não fariam falta em Portugal. Neste contexto, pouco importava a procedência da mulher portuguesa. Não importava a condição social, moral ou econômica dela, pois bastava que fosse "branca" e produzisse filhos "portugueses" na colônia para ser considerada "superior" às mulheres índias e negras, no imaginário colonial.
O concubinato vai ser a regra durante todo o período colonial, e o matrimônio a exceção. A historiadora Júnia Furtado diz que os casamentos em igrejas só vão predominar no Brasil a partir do século XIX. Antes disso, as uniões consensuais eram a forma mais praticada de uniões de casais. Fato notável da sexualidade dos homens portugueses no Brasil colonial é que estes davam preferência em se casar com mulheres portuguesas. Como estas eram poucas, partiam para brasileiras de ascendência portuguesa. Isto não quer dizer que os portugueses não se casavam com mulheres pardas ou negras. Há vários registros de colonos portugueses que oficializavam suas uniões com mulheres de origem africana, enfrentando o preconceito da sociedade para assumir essa relação. Mas por razões culturais, demográficas e econômicas, as uniões interétnicas eram majoritariamente apenas consensuais, quando não eram apenas relações sexuais passageiras. A própria escravidão colocava a mulher escrava de origem africana numa condição de submissão em relação ao senhor, que muitas vezes a usava como objeto sexual.
Os dados sobre casamentos e uniões consensuais no Brasil colonial mostram que os homens brancos tendiam a casar com mulheres de ascendência portuguesa, enquanto que aqueles que apenas se uniam consensualmente (a maioria dos casos) tendiam a fazê-lo com mulheres de ascendência africana. Em um levantamento das uniões consensuais havidas na Comarca do Rio das Velhas, em Minas Gerais, entre 1727 e 1756, os números mostram que entre os concubinos, 92% eram homens brancos. Porém, das concubinas, 52,1% eram africanas, 35,1% crioulas (negras brasileiras) ou mestiças, e apenas 11,8% eram brancas. Havia, portanto, um nítido predomínio de concubinato envolvendo um homem branco (92%) e uma mulher negra ou mulata (87,2%). Todavia, os dados sobre casamentos mostram um outro quadro. Analisando os matrimônios envolvendo homens portugueses em Borda do Campo (Minas Gerais) entre 1750 e 1760, encontrou-se que apenas 13,4% das cônjuges eram portuguesas. Todavia, as cônjuges brasileiras de sabida ascendência portuguesa somavam 40% das noivas, dando um total de 53,4% as noivas de origem portuguesa declarada. Estes dados mostram a tendência do colono português de se unir consensualmente a uma mulher de origem africana, e a se casar com mulher de origem portuguesa. Apesar da preferência em contrair matrimônio com mulheres portuguesas, a exiguidade de compatriotas compeliam os portugueses a se casarem com mulheres brasileiras, livres e brancas, ou com pardas e negras alforriadas, tanto que no início do século XIX, em São Paulo, 97% dos homens portugueses estavam casados com mulheres brasileiras. Defrontados com a escassez de mulheres portuguesas na colônia, é presumível que muitos portugueses optassem pelo celibato, pois em São Paulo, no mesmo período, 30% dos portugueses se encontravam nessa situação.
No Brasil colonial, os casamentos constituídos eram exclusivos de uma minoria. Nestes casos, havia a figura da sinhá (esposa legítima) que era frequentemente obrigada a conviver com os filhos ilegítimos do seu marido tidos com escravas. Para a maioria da população, a sociedade brasileira era predominantemente matriarcal, especialmente nas classes subalternas, sendo a mulher solteira, negras, mulatas e brancas empobrecidas, as chefes de família.

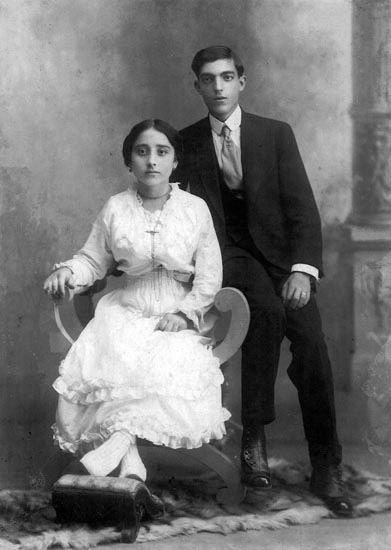
Casal de imigrantes portugueses em São José do Rio Preto (1887).

Após a independência do Brasil no século XIX, a sociedade brasileira já havia mudado parte de suas características. O concubinato, que antes predominava, passa a dar lugar aos casamentos na igreja. Na definição da historiadora Mary del Priore, "no século XIX, a sexualidade se dividiu. De um lado, o sexo legítimo da união legal. De outro, o sexo ilegítimo e clandestino das relações adúlteras e da prostituição que se desenvolvem com o crescimento das cidades". Isto não quer dizer que as uniões informais foram abolidas no Brasil, pois continuavam a existir de forma significativa. Entre 1906 e 1910, 12,5% dos filhos de mulheres brasileiras em São Paulo eram ilegítimos (comparado a 3,5% dos filhos de imigrantes portuguesas). A imigração portuguesa não perdeu seu caráter masculino nos séculos XIX e XX. O Norte de Portugal na época era conhecido por ter o predomínio de mulheres exercendo atividades agrícolas tradicionais, pois muitos dos homens emigraram. As mulheres (e as crianças) portuguesas desembarcaram em maior número no Brasil quando alguma crise afligia Portugal, como durante a epidemia de filoxera que destruiu temporariamente a indústria do vinho do Porto em meados do século XIX. A regra, porém, era de 80% de homens entre os imigrantes e uma porcentagem mais elevada de adultos.
Em suas práticas matrimoniais, os imigrantes portugueses no Brasil nos séculos XIX e XX mostraram-se particularmente inclinados para a endogamia, quando comparados a outros imigrantes europeus. Dos 22 030 homens e mulheres portugueses que casaram na cidade do Rio de Janeiro no período de dez anos de 1907 a 1916, 51% dos homens casaram com mulheres portuguesas — uma percentagem mais elevada do que a dos italianos ou dos espanhóis (50% e 47% dos quais, respectivamente, casaram com mulheres originárias do seu país). 84% das portuguesas casaram com homens portugueses, em comparação com 64% das mulheres italianas e 52% das mulheres espanholas que casaram com homens da sua nacionalidade. Essa alta endogamia acontecia mesmo sendo o número de mulheres portuguesas bem mais baixo do que o número de homens. Tal endogamia pode ser explicada pela chegada constante de novos imigrantes, ou pela pobreza inicial desses portugueses, gerando desprezo da população brasileira, o que afastava as possibilidades de casamento entre os dois grupos. No decorrer do século XX, essa endogamia caiu e o casamento envolvendo um cônjuge português e o outro brasileiro cresceu gradualmente, passando então a predominar.

### As mulheres portuguesas no Brasil

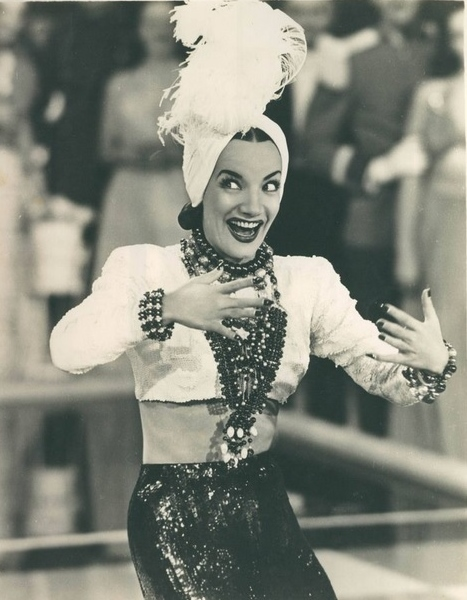
A cantora e atriz Carmen Miranda, apelidada de "Brazilian Bombshell" nasceu em Portugal e imigrou para o Brasil com sua família em 1910, com dez meses de idade. Apesar de nunca ter se naturalizado, sempre se considerou brasileira.

Nos primeiros séculos de colonização houve uma verdadeira escassez de mulheres brancas na colônia. Isso se deve ao caráter migratório aventureiro dos colonos portugueses, que buscavam enriquecimento rápido, pensando num breve retorno a Portugal. Isso desestimulava um padrão migratório familiar. Para diminuir a falta de mulheres brancas foram levantadas duas soluções: o envio de mulheres condenadas a cumprir pena de degredo no Brasil e de órfãs desprovidas de dote para a colônia. Uma terceira opção seria o envio de “mulheres erradas” para o Brasil, ou seja, de prostitutas portuguesas. Quanto à presença de prostitutas portuguesas no Brasil, não há dados numéricos disponíveis. Quanto às órfãs, na legislação portuguesa, era uma pessoa que havia perdido o pai, pois a perda da mãe não acarretava nessa situação. O número de órfãs disponíveis não era suficiente e isso se refletia no pedido do jesuíta Manuel da Nóbrega para que o rei enviasse qualquer tipo de mulher, mesmo as “erradas”. Para o jesuíta, essas mulheres mudariam de vida por meio do casamento. A falta de mulheres brancas empurrava os colonos para relações com mulheres indígenas e africanas, ameaçando a “limpeza de sangue” tão almejada naquela sociedade.
Um estudo mostrou que as órfãs do recolhimento do Castelo, em Lisboa, eram mandadas para possessões ultramarinas onde havia escassez de mulheres portuguesas (Índia e Brasil). Elas chegavam acompanhando o governador-geral, ou seja, de três em três anos. Para o Brasil não viajavam mais que duas ou três de cada vez, o que era claramente insuficiente. Num registro de 21 mulheres que chegaram à Bahia, todas já estavam casadas, e as idades variavam de 18 a 80 anos. Não chegavam apenas portuguesas: uma era espanhola de Toledo, uma cigana da Galiza (Espanha) e outra mulher de Arzila, no Marrocos. Sete delas eram de Lisboa e cinco do Alentejo. Não se sabe ao certo se essas mulheres já chegavam casadas ao Brasil ou se contraíram matrimônio na colônia. O que se sabe é que essas mulheres brancas eram disputadas fervorosamente pelos homens, devido à sua escassez na colônia.
A contribuição das órfãs para o aumento da população brasileira foi, sem dúvida, menor do que a contribuição das mulheres que chegavam acompanhadas dos seus homens ao Brasil, sejam esposas ou concubinas. As que chegavam sozinhas eram normalmente as degredadas, forçosamente exiladas na colônia. As degredadas chegavam para cumprir penas aplicadas pela justiça secular por crimes que haviam cometido, enquanto outras eram vítimas da Inquisição, que também condenava os “culpados” com o degredo. O século XVII foi marcado pela chegada constante de “visionárias”, acusadas de feitiçaria, que eram sentenciadas ao exílio na colônia. Nem todas permaneceram no Brasil, parte regressando a Portugal após os cinco anos de pena de degredo.
A mulher no Brasil colonial vivia uma condição subalterna, herança de tradições já cristalizadas. Tanto a legislação portuguesa quanto as práticas sociais acentuaram o caráter subalterno da mulher. As mulheres brancas viviam reclusas dentro de casa, raramente saíam à rua e, quando o faziam, deviam cobrir o rosto com véus e os pés com a barra da saia. De acordo com o padrão dominante, a mulher virtuosa apenas poderia sair de casa em situações específicas: para ser batizada, frequentar missas, casar e ser enterrada. Isso contribuía para os relatos sobre a mulher portuguesa no Brasil colonial: precocemente envelhecida, gorda, cercada de mucamas, tratada com sadismo e descontando sua fúria sobre as escravas.
No século XVIII, em Salvador, Mariana e Vila Rica as mulheres frequentavam a missa no final da madrugada para não serem vistas pelos homens. Muitas eram mandadas para conventos e recolhimentos femininos, o que causava desconforto nas autoridades, uma vez que a escassez de mulheres brancas na colônia era ainda mais agravada pelo fato de muitas tomarem o caminho religioso. O governador de Minas Gerais, Lourenço de Almeida, reclamou em 1731: “Suponho que toda mulher no Brasil será freira”. De fato, um dos raros momentos em que as mulheres podiam comandar suas casas se dava na viuvez: em muitos casos, enviuvando a mulher com filhos menores, cabia a ela a direção da propriedade rural e o futuro da família.
Por outro lado, as mulheres pobres, livres ou escravas, estavam muito mais expostas na sociedade. Essas compunham a maioria da população colonial, embora os estudos históricos tenham sempre focado na vida das mulheres da elite. As mulheres comuns eram domésticas, roceiras, costureiras, cozinheiras, feiticeiras, lavadeiras, prostitutas etc. O Brasil colonial, mergulhado em valores hierárquicos e patriarcais, delegava à mulher uma condição inferior dentro da sociedade. À mulher rica era destinada a reclusão dentro de casa e, à mulher pobre ou escrava, o trabalho pesado e os abusos sexuais.

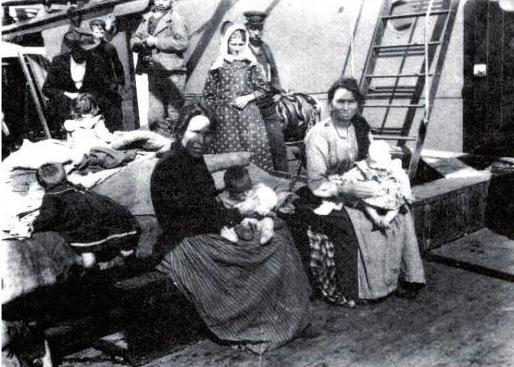
Portuguesas no navio a caminho do Brasil. Elas eram minoria num fluxo migratório predominantemente masculino.

Após a independência, a mulher portuguesa que desembarcava no Brasil, geralmente pobre, se empregava como criada nos serviços domésticos. O censo de 1872 mostrou que 129 816 escravas estavam ocupadas no serviço doméstico, portanto para as portuguesas apenas sobravam as casas onde se dava preferência à contratação de criadas brancas. Frequentemente os textos da época faziam referência implícita à prostituição de portuguesas no Brasil.
O início do século XX foi um momento que representou uma reviravolta nas características da imigração portuguesa ao Brasil, uma vez que as mulheres passaram a representar uma parcela considerável dos imigrantes. Dos portugueses que desembarcaram no porto de Santos entre 1908 e 1936, as mulheres representavam 32% do total, indicando uma grande migração familiar nesse período. A legislação portuguesa dificultava a migração de pessoas do sexo feminino, uma vez que exigia a emissão de passaporte e as mulheres dependiam da autorização dos pais ou do marido para imigrar. Até a década de 1890, o contingente feminino entre os imigrantes sempre foi muito pequeno, vindo a crescer rapidamente a partir dessa década. Antes disso, eram quase sempre os homens que emigravam, deixando muitas vezes suas esposas em Portugal, que passavam a ser incumbidas de cuidar dos filhos e de todo o trabalho produtivo. Os seus maridos frequentemente constituíam uma nova família no Brasil, fazendo delas “viúvas de vivos”.
A partir da década de 1890, verifica-se uma mudança no comportamento migratório português. As mulheres, que antes ficavam para trás, passaram a acompanhar seus homens na viagem migratória. Assim, a migração familiar e feminina portuguesa cresceu 41% entre 1891 e 1899 e 36% entre 1910 e 1919. Essas mulheres dividiam com seus maridos pequenos negócios, como padarias, bares e quitandas, trabalhavam como operárias, lavadeiras, costureiras, em áreas completamente diferentes das quais exerciam em suas aldeias de origem, muitas vezes tendo que trabalhar em jornada dupla para poder sobreviver e vencer os desafios no novo país de acolhimento.

## Identidade luso-brasileira

### No período colonial
As relações dos brasileiros brancos com Portugal se mantiveram bastante fortes durante o período colonial. Os brasileiros mantinham vínculos mais estreitos com a metrópole e tinham menos motivos de insatisfação que os criollos da América Espanhola em relação à Espanha. A colonização portuguesa no Brasil foi lenta e gradual, portanto, no fim do período colonial, a oligarquia brasileira, em sua maioria, tinha origem portuguesa recente. Embora algumas famílias da elite, sobretudo em Pernambuco e na Bahia, remontavam as suas origens aos donatários do século XVI, grande parte dos proeminentes proprietários de terra do Brasil do início do século XIX eram brasileiros de primeira geração ou portugueses natos. O governo colonial português não se mostrava tão opressivo e excludente como foi o governo espanhol, uma vez que Portugal era uma potência mais fraca em recursos financeiros, militares e humanos.
Isso abria as portas para que brasileiros natos tivessem a oportunidade de ocupar postos no nível baixo e médio da burocracia e alguns até chegaram a ser magistrados da coroa e governadores, não só no Brasil como em outras partes do Império Português. Portugal, muito mais do que a Espanha, governava suas colônias por intermédio das elites locais e os vínculos familiares e pessoais entre os membros da elite portuguesa e brasileira eram reforçados com a ida de brasileiros para estudar na Universidade de Coimbra.
Portanto, a classe dominante do Brasil durante o período colonial manteve laços estreitos com Portugal, haja vista que grande parte era composta por portugueses natos ou filhos de portugueses, muitos dos quais estudavam em universidades portuguesas e mantinham relações econômicas diretas com a Metrópole. O antropólogo Darcy Ribeiro ensina que o colono português, por mais que se identificasse com a nova terra, gostava de se manter atado à sua origem portuguesa, pois esta era a sua única "superioridade" inegável. O processo de miscigenação, porém, fazia nascer uma identidade brasileira, pois mestiços, mulatos e mamelucos já não se identificavam com suas matrizes indígenas, africanas ou europeias, forçando-os a assumir uma identidade brasileira.

#### O caso dos açorianos no Sul
O historiador Sérgio Luiz Ferreira estudou o processo de "abrasileiramento" dos descendentes de açorianos da freguesia de Santo Antônio de Lisboa, localizada em Florianópolis, Santa Catarina, no Sul do Brasil. A região foi povoada por colonos oriundos dos Açores, Portugal, entre os anos de 1747 e 1753. No período de 1780-1799, 75% da população da freguesia tinha os avós nascidos nos Açores. Para o período de 1800-1824, 33% dos habitantes ainda eram netos de açorianos. Portanto, na segunda metade do século XVIII e no início do século XIX, a população da freguesia poderia ser considerada açoriana.
Porém, no decorrer do século XIX, a população da freguesia foi se afastando dessa matriz portuguesa e se "abrasileirando", ao ponto de, no final do século XIX, seus habitantes já nem lembrarem que eram descendentes de açorianos. No início do século XX, a população da Ilha de Santa Catarina se considerava "sem origem", enquanto os descendentes de imigrantes italianos e alemães do interior do estado eram vistos como aqueles "com origem". A origem portuguesa dessas pessoas, portanto, permaneceu apenas nos documentos históricos, sendo que não permaneceu na memória da população. Aliás, o autor ressalta que não saber a origem dos antepassados é uma característica marcante da população brasileira.
Foi só na década de 1940, com o Primeiro Congresso de História Catarinense, que a origem açoriana dessa população foi resgatada. Os habitantes da Ilha de Santa Catarina foram "ensinados" pela elite intelectual que eram descendentes de portugueses oriundos dos Açores. Em decorrência, na segunda metade do século XX, com esse processo de resgate da açorianidade, muitas tradições que tinham origem açoriana foram nomeadas, enquanto outras que nunca foram açorianas passaram a ser consideradas como se fossem, numa verdadeira "invenção de tradições".
A questão da identidade açoriana, porém, só preocupava a elite, como por exemplo frente ao "perigo alemão" representado pelos descendentes de alemães do interior catarinense. O homem do litoral pouco importava com a sua "identidade", uma vez que vivia isolado na costa onde não havia o embate com o "outro". O incômodo realmente apenas surgiu na década de 1980, quando forasteiros passaram a comprar propriedades no litoral catarinense e passaram a reprimir determinadas práticas culturais dos habitantes da região, como a farra do boi. A partir de então, foi necessário buscar uma identidade que já não estava na memória.
A identidade açoriana é ainda débil nos próprios Açores, onde, segundo pesquisa, a maioria da população se identifica primariamente com sua freguesia ou município ou ilha de nascimento e não com a região dos Açores como um todo. No caso dos habitantes do litoral catarinense, nos últimos anos tem havido um processo de "açorianização" da Ilha de Santa Catarina, por meio do resgate de tradições e elementos culturais e do aumento do intercâmbio com o arquipélago português.

### Imigrantes mais recentes

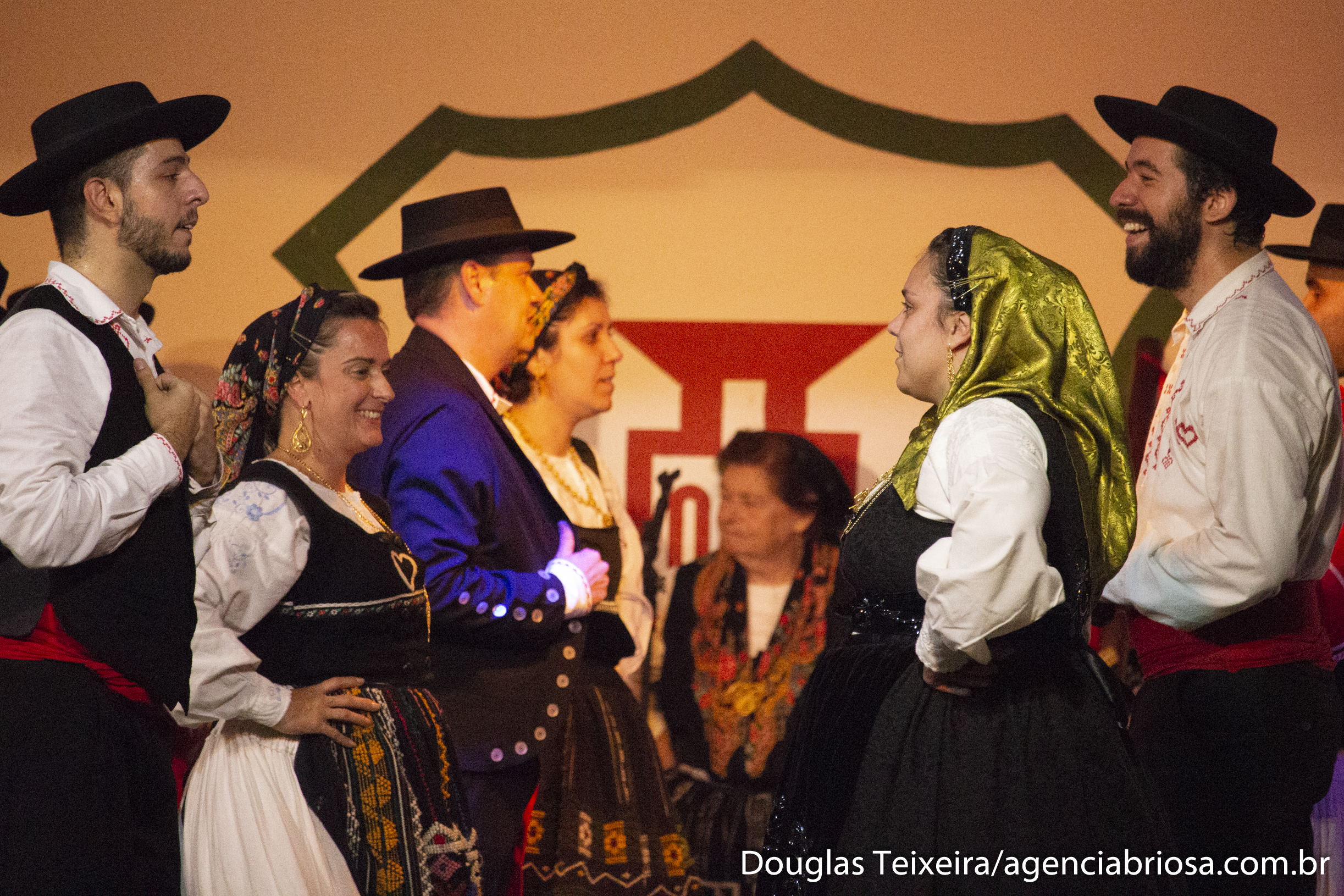
Comemoração do aniversário do Rancho Folclórico Portuguesa Santista, realizada no dia 14 de julho de 2018.

Os portugueses que chegaram ao Brasil mais "recentemente", no século XX, buscavam se aglutinar por meio do movimento associativo. Essas associações serviam e ainda servem de referência cultural, apoio econômico e/ou assistência social. Distante do país natal e muitas vezes abandonados pelo governo português, os imigrantes sentiam-se desamparados e vulneráveis às situações imprevisíveis que um novo país poderia oferecer. Portanto, um local para encontro com compatriotas se mostrava fundamental para mobilizar interesses compartilhados em relação à cultura, trabalho, saúde, lazer e negócios.
Os imigrantes que chegavam se mantinham em contato com Portugal mas, com o tempo, foram-se integrando ao Brasil. O contato com a terra natal acabou por se perder, à medida que se tornavam mais tênues os laços e a mobilidade interna aumentava. Assim, a partir da década de 1950, a perda da identidade portuguesa foi aumentando e a integração no novo país foi se fortalecendo.

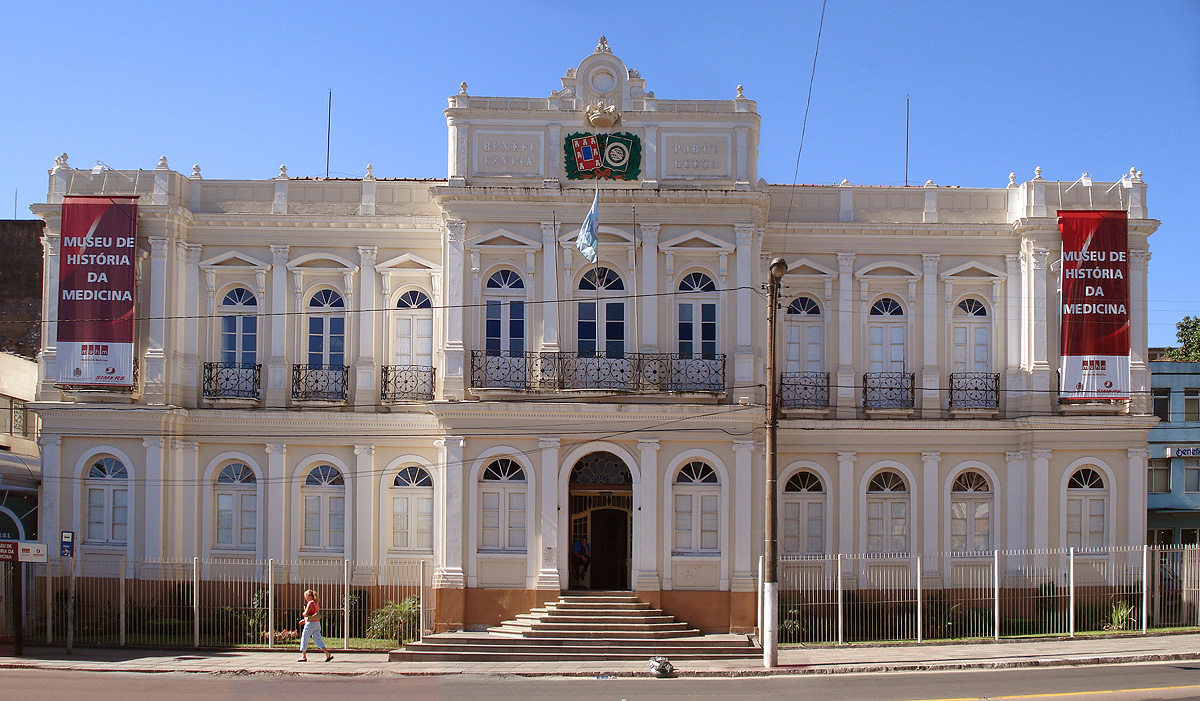
Beneficência Portuguesa de Porto Alegre.

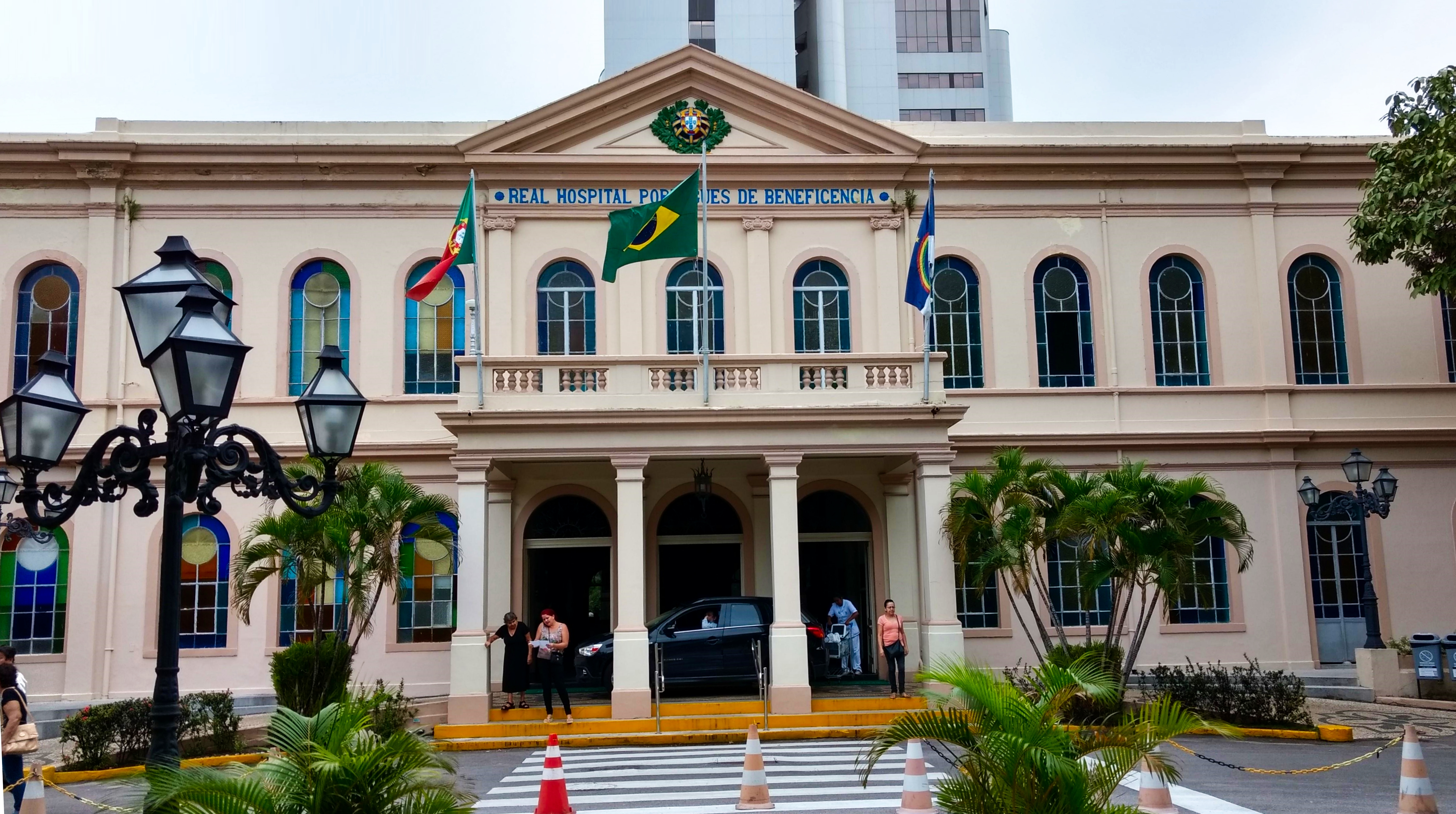
Real Hospital Português, no Recife.

## Quantidade de brasileiros com ascendência portuguesa
Não existem números concretos sobre o número de brasileiros com ascendência portuguesa. Dada a antiguidade da imigração portuguesa para o Brasil - remontante ao século XVI -, seria impossível obter um número exato. Muitos brasileiros de origem portuguesa desconhecem suas origens pelo fato de estarem enraizados no Brasil há gerações e se consideram apenas como sendo brasileiros. Desta forma, não há estimativas precisas sobre o número de luso-brasileiros cuja ancestralidade data do período pré-Independência do Brasil.
Em 1872, havia no Brasil 3,7 milhões de pessoas brancas. Por fatores históricos, quase a totalidade dessa população era de origem portuguesa, tendo em vista que a imigração maciça de outros cidadãos europeus para o Brasil (italianos, principalmente) só começou após o ano de 1875. A população parda (ou seja, mestiça de português com africano e índio) era de 4,1 milhões de pessoas e os negros totalizavam 1,9 milhões. Desta forma, viviam no Brasil, na década de 1870, 80% de pessoas com alguma ascendência portuguesa, entre portugueses, luso-brasileiros e mestiços.
No que diz respeito à imigração portuguesa ao Brasil no período pós-Independência do Brasil, os portugueses foram os mais numerosos entre os imigrantes que entraram no Brasil no período de 1846 e 1875, representando metade dos pouco mais de 300 mil imigrantes para o Brasil neste período. No período de 1884 a 1959, os portugueses foram o segundo grupo entre os imigrantes para o Brasil, representando cerca de 29% do total de 4 734 494 imigrantes recebidos pelo Brasil neste período, superados apenas pelos italianos (cerca de 31%). Somando os dois grupos de estatísticas, no período de 1846 a 1959 (desconsiderado o período de 1876 a 1883, por falta de dados), os portugueses representariam então cerca de 33% dos pouco mais de 5 milhões de imigrantes recebido pelo Brasil, superando inclusive os italianos em termos percentuais. Estimava-se, no ano de 2006, que seria de cinco milhões o número de luso-brasileiros, computando imigrantes portugueses e seus filhos e netos, o grupo que pela Lei de Nacionalidade portuguesa teria direito a adquirir cidadania lusa. Outra estimativa mais recente, de 2015, apontava 25 milhões de brasileiros quando, além de imigrantes, filhos e netos, se somam também os brasileiros bisnetos de portugueses,   estes últimos já sem direito à cidadania portuguesa, de acordo com a Lei. Uma pesquisa de 1999, do sociólogo, ex-presidente do Instituto Brasileiro de Geografia e Estatística (IBGE), Simon Schwartzman, indicou que cerca de 10% dos brasileiros afirmaram ter ancestralidade portuguesa, percentual que, numa população de cerca de 200 milhões de brasileiros, representaria cerca de 20 milhões de luso-brasileiros. Entre os brasileiros que obtiveram cidadania de países da União Europeia, 33% obtiveram cidadania portuguesa só no ano de 2013.
No século XIX e por grande parte do século XX, uma nova onda de imigrantes portugueses chegou ao Brasil. Entre 1881 e 1991, mais de 1,5 milhão de pessoas imigraram de Portugal para o Brasil. Em 1906, por exemplo, viviam 133 393 portugueses na cidade do Rio de Janeiro, compondo 16% da população. O Rio é, ainda hoje, considerada a "maior cidade portuguesa" fora de Portugal.
Estudos genéticos também confirmam a forte influência racial portuguesa nos brasileiros. De acordo com uma pesquisa, pelo menos metade de todos os cromossomos Y da população brasileira é oriunda de portugueses. Os negros brasileiros possuem, em média, 48% de genes não africanos, provavelmente oriundos de antepassados vindos de Portugal.
Em pesquisa de 1998 realizada pelo sociólogo Simon Schwartzman, apenas 10,46% dos brasileiros entrevistados disseram que a sua ancestralidade era portuguesa. Como constatou o historiador Sérgio Luiz Ferreira em seu trabalho sobre os açorianos do litoral de Santa Catarina, com o passar das gerações os descendentes de portugueses no Brasil apagam da memória as suas origens, sendo uma das características do povo brasileiro não saber de onde vieram seus antepassados.